# Pëtr Il'ič Čajkovskij
Pëtr Il'ič Čajkovskij, spesso traslitterato Ciajkovskij, Ciaikovski o Tchaikovsky (in russo Пётр Ильи́ч Чайко́вский?, [ˈpʲɵtr ɪlʲˈjitɕ tɕɪjˈkofskʲɪj] ; Votkinsk, 7 maggio 1840 – San Pietroburgo, 6 novembre 1893), è stato un compositore russo del periodo tardo-romantico, le cui composizioni sono tra le più note del repertorio classico. Ha unito nel suo stile caratteristiche della musica tradizionale russa alla prassi musicale classica, in contrasto con la visione estetica del Gruppo dei Cinque, improntata a un maggiore nazionalismo musicale.
Benché di talento musicale precoce, Čajkovskij studiò giurisprudenza. Nella Russia dell'epoca, l'istruzione musicale non era regolamentata e le opportunità di studiare musica accademicamente erano limitate. Al sorgere per lui di tali opportunità, abbandonò la carriera di avvocato ed entrò nel neonato Conservatorio di San Pietroburgo. Compiuti gli studi, forgiò un proprio stile musicale russo, consolidando l'uso di convenzioni compositive della musica classica accanto alla musica tradizionale russa, raggiungendo così notorietà internazionale, benché non sempre ben ricevuto dalla critica russa.
Nonostante il successo popolare, la sua vita fu costellata di eventi che lo condussero alla depressione e a una visione fatalista dell'esistenza: in gioventù la morte della madre, il naufragio delle relazioni interpersonali poi e l'inaccettabilità per la società dell'epoca della sua omosessualità contribuirono a questa condizione. La morte è ufficialmente attribuita al colera, ma le sue circostanze sono dibattute; è stato anche ipotizzato il suicidio, per contagio volontario con la malattia o mediante altra forma di avvelenamento.

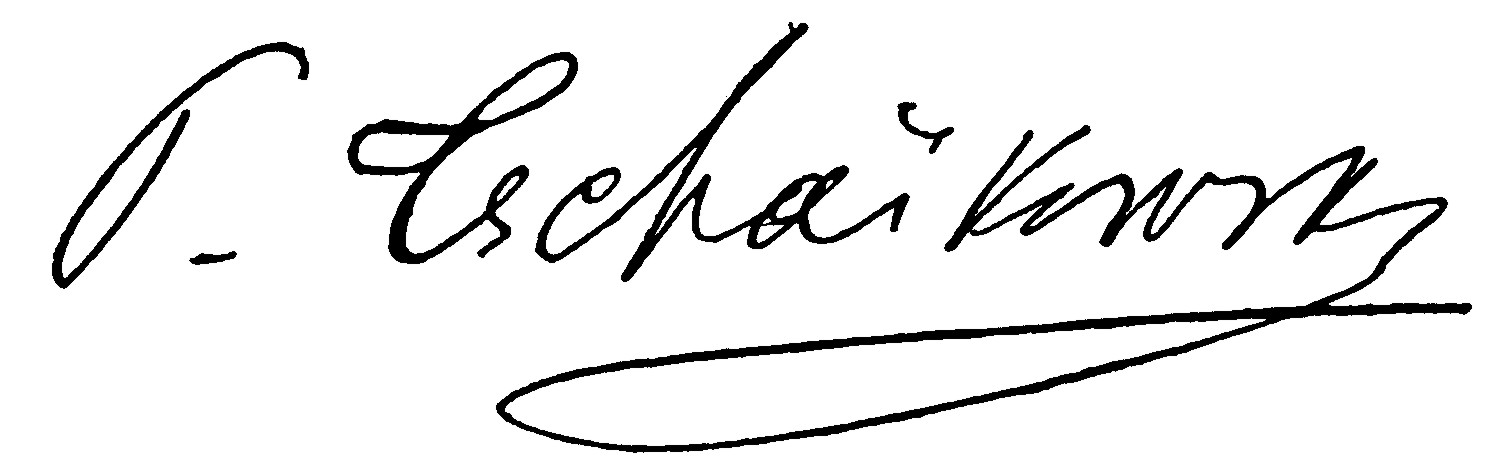
Firma in caratteri latini

## Biografia

### L'infanzia e la giovinezza

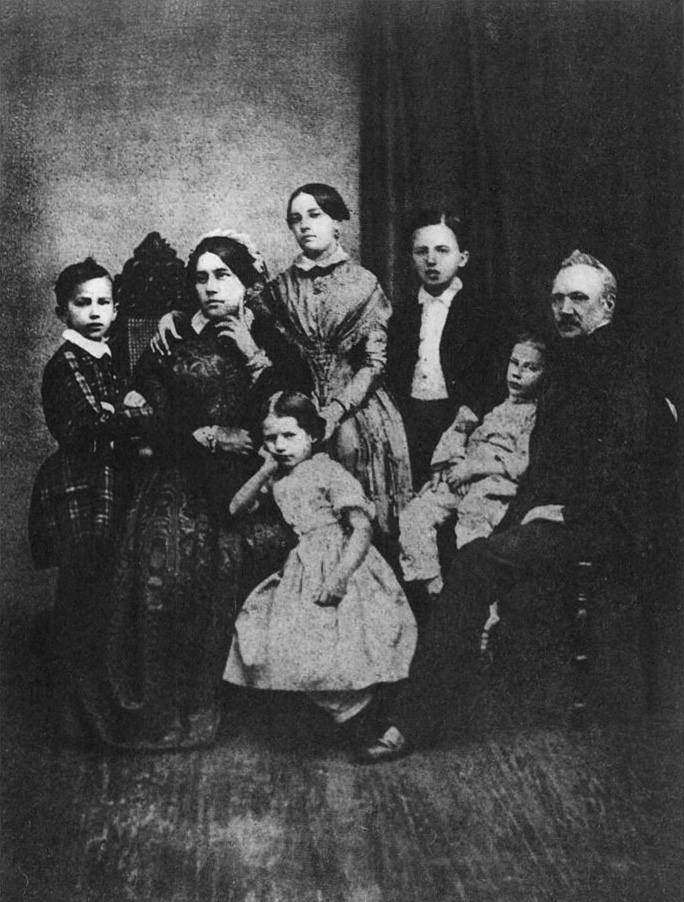
La famiglia del musicista. Il futuro compositore è all'estrema sinistra accanto alla madre, alla quale stanno vicino, in piedi, la sorella (non germana) Zinaida e Nikolaj. La sorella Aleksandra è al centro, mentre Ippolit in braccio al padre. Mancano i due gemelli Modest e Anatolij, nati nel 1850: la foto infatti è dell'autunno 1848, San Pietroburgo.

Considerato oggi come uno dei più grandi musicisti russi e fra i più significativi nella storia della musica (oltre che eseguiti), Čajkovskij nacque nel villaggio di Votkinsk, contea di Sarapul, nel governatorato di Vjatka dell'allora Impero russo, (oggi città di Votkinsk, in Udmurtia), da un ingegnere minerario di origini ucraine e dalla sua seconda moglie, Aleksandra Andreevna d'Assier, una donna di nobili origini francesi e russe, ma nata a San Pietroburgo nel 1812. Le ascendenze complessive del futuro musicista mescolavano anche sangue polacco, cosacco e tedesco. Terzo di sette figli della coppia: Ekaterina, primogenita, nata nel 1836 ma morta nei primi anni di vita; Nikolaj, 1838 e – dopo il musicista – l'amatissima da lui sorella Aleksandra, 1842, quindi Ippolit, 1843 ed infine i due gemelli, Modest (suo futuro primo biografo) e Anatolij, 1850. La sorella Zinaida, 1829, era nata da un primo matrimonio del padre del musicista che si sposò tre volte nel corso della propria vita. Questa sorella ebbe un ruolo "negativo" nella fanciullezza di Čajkovskij, secondo diverse biografie tra cui quelle di Nina Nikolaevna Berberova e Hofmann. Il legame coi fratelli fu sempre molto intenso specie con Aleksandra e Modest in particolare, il quale può essere considerato il vero confidente assoluto di tutta una vita. Il musicologo Alexander Poznansky sul sito accademico "Tchaikovsky Research" ha dettagliatamente illustrato la sua singolare figura, le sue caratteristiche 
proprie e non solo quelle legate al più celebre fratello maggiore (vedi link alla prossima nota).
Iniziò a prendere lezioni di pianoforte all'età di cinque anni (dopo un primo intervento materno), da una serva liberata, Mar'ja Markovna Pal'čikova. Fu in questo periodo che la forte inclinazione e sensibilità musicale si manifestò, tanto da preoccupare l'istitutrice Fanny Dürbach come lei stessa raccontò poi al fratello Modest. Alta sensibilità per la musica sì, ma anche in generale affettiva contrassegnarono l'infanzia di Pëtr delineando una personalità emotiva con punte di morbosità che tutta la bibliografia ha sottolineato: i rimproveri dell'istitutrice lo feriscono, la morte di un compagno di famiglia a cui ha trasmesso involontariamente la scarlattina lo fa sentire colpevole e se ne dispera all'eccesso. Del resto quando Pëtr a dieci anni era stato separato dalla famiglia a seguito della sua iscrizione alle scuole preparatorie in San Pietroburgo, la partenza della madre che faceva ritorno-dopo averlo accompagnato-alla dimora familiare, scatenò la sua disperazione nel momento in cui la carrozza s'allontanava ed il ragazzo urlando inseguiva in lacrime il veicolo. Gli studi musicali eran proseguiti nel 1848 con il pianista Filippov.

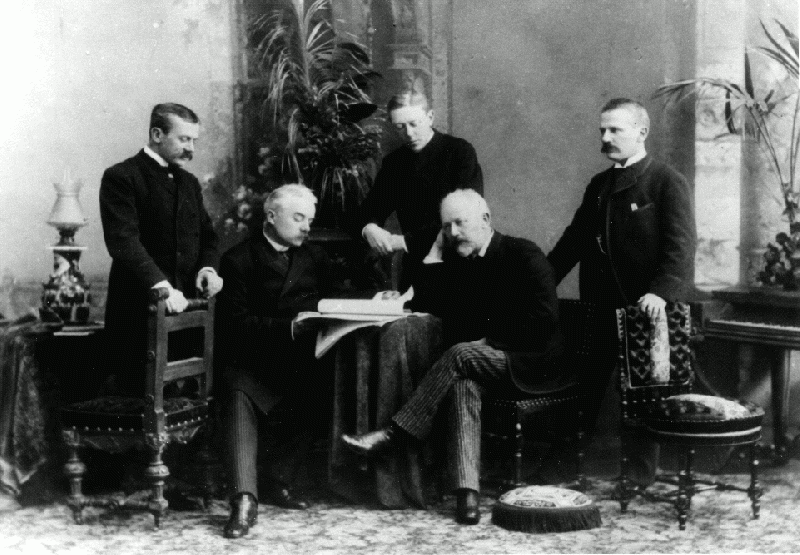
I fratelli Čajkovskij nel gennaio 1890 a San Pietroburgo. Da sinistra: Anatolij, Nikolaj, Ippolit, il compositore e Modest. In questa foto manca la sorella Aleksandra.

Nel 1850 assistette con la madre per la prima volta ad un'opera lirica: Una vita per lo Zar di Michail Ivanovič Glinka. Quest'opera e il Don Giovanni di Wolfgang Amadeus Mozart costituiranno sempre una pietra di paragone per il compositore.

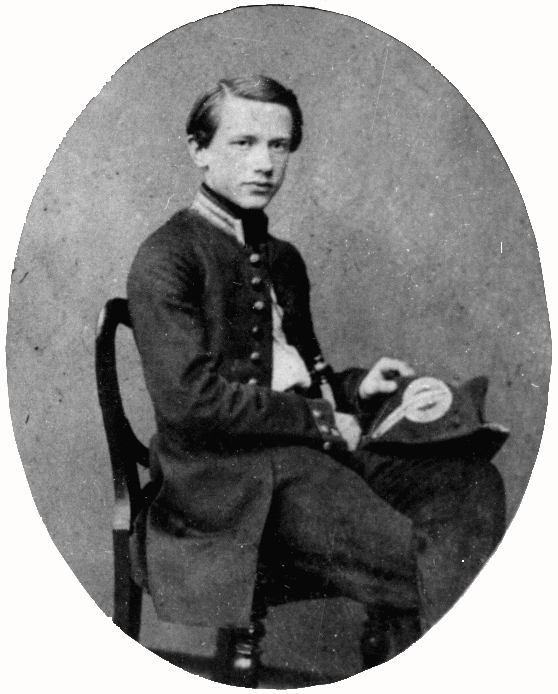
Il futuro musicista con la divisa della Imperiale Scuola di Giurisprudenza, San Pietroburgo 10 giugno 1859 (data calendario gregoriano).

Lo stesso anno, superò l'esame per l'ammissione alla Scuola imperiale di giurisprudenza di San Pietroburgo che frequenta per i successivi nove anni, un destino, quello di burocrate, notevolmente diffuso nel ceto al quale Čajkovskij apparteneva (anche i suoi due fratelli gemelli compirono eguali studi).
Nella Scuola di Giurisprudenza strinse amicizie che si prolungarono per tutta l'esistenza, scoprendo anche debolezze umane quali quella per il fumo ed il bere (fu sempre un accanito fumatore ed amante dell'alcool, inclinazione, quest'ultima, anche del di lui padre).
In questo ambiente si realizzarono per Čajkovskij anche le prime esperienze omosessuali; la non marginale questione dell'omosessualità del musicista è stata ed è ampiamente trattata.
Una conoscenza speciale avvenne con il futuro poeta Aleksej Nikolaevič Apuchtin che ebbe su di lui un forte influsso personale come è raccontato, per esempio, dalla Berberova nel suo libro. Molte di queste amicizie, indipendentemente dalla componente amorosa, furono importanti per Čajkovskij e in esse trovò sostegno e riferimento.

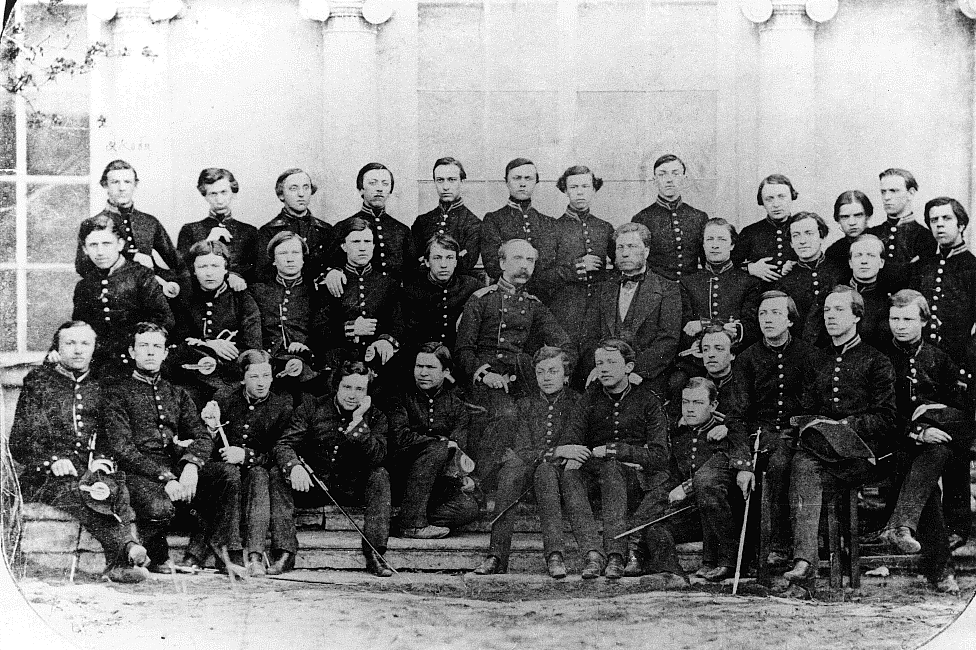
La XX classe di laurea della Scuola Imperiale di Giurisprudenza, San Pietroburgo, 10 giugno 1859 (calendario gregoriano). Čajkovskij è seduto in prima fila davanti al signore con il papillon. Alla sua destra è il compagno di classe e poi intimo, Vladimir Nikolaevič Gerard.

Durante gli anni alla Scuola di Giurisprudenza Pëtr Il'ič, ebbe ampio modo di frequentare tanto il teatro d'opera e di prosa quanto il balletto, con le sue celebrate stelle, cosa che gli sarebbe diventata in futuro utile. Nella Scuola stessa prese lezioni di canto corale (possedeva una bella voce di soprano ossia voce bianca) e ricominciò lo studio del pianoforte con il famoso costruttore di strumenti Becker.

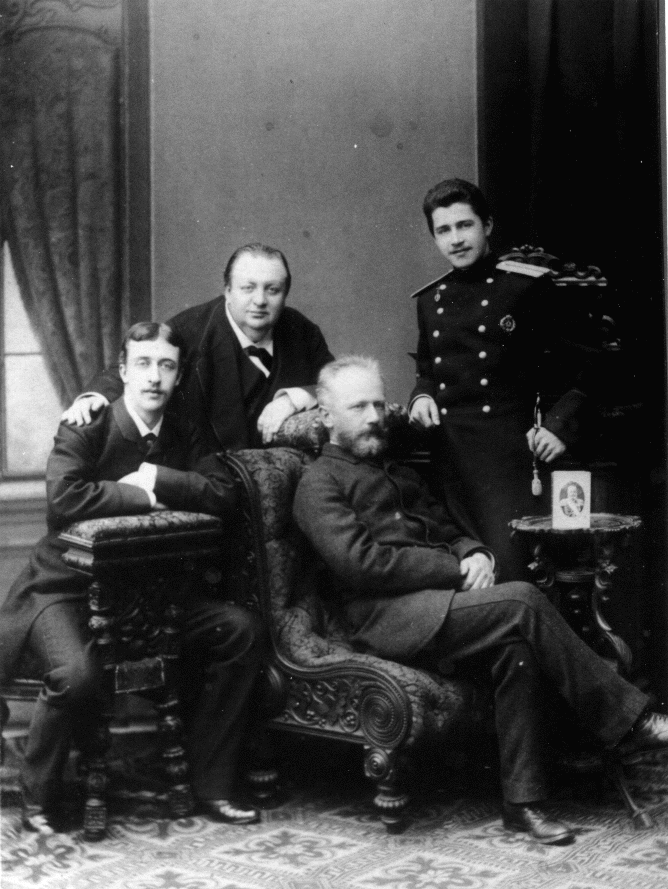
Il compositore (terzo da sinistra), con alle spalle appoggiato alla poltrona, il poeta Aleksej Nikolaevič Apuchtin. San Pietroburgo, marzo 1884.

A sedici anni ascoltò per la prima volta il Don Giovanni di Mozart: fu un colpo di fulmine, un'assoluta rivelazione del proprio destino per la musica: «A Mozart sono debitore della mia vita dedicata alla musica». Scrive anche in uno stesso articolo critico-musicale: 
(Čajkovskij, cit. in Orlova, p. 7)

E sul Requiem del salisburghese non aveva dubbi: 
(Čajkovskij, cit. in Tammaro, p. 272)
Altri studi pianistici seguiranno alla conclusione della frequenza della Scuola di Giurisprudenza, 1859 e al conseguente impiego al Ministero della Giustizia (due cose alle quali Čajkovskij dava scarsa rilevanza, sebbene fosse uscito dalla Scuola come uno dei migliori del proprio anno): essi saranno appresi per tre anni (siamo nel 1855) attraverso un celebre maestro dell'epoca, Rudol'f Vasil'evič Kjundinger (1832-1913).

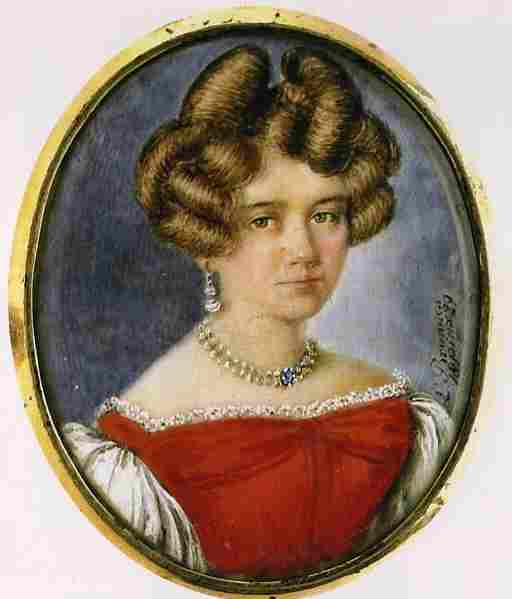
La madre del musicista Aleksandra Andreevna nata d'Assier (1812–1854), il punto di riferimento affettivo dell'intera esistenza di Pëtr Il'ič.

Quel tempo (ultimo anno della Scuola di Giurisprudenza) fu per Čajkovskij ricco ed appagante sotto l'aspetto di vita di società, ove riscuoteva non marginali successi, anche nel campo femminile, riuscendo simpatico a tutti («un giovanotto proprio per bene», scrive la Berberova).

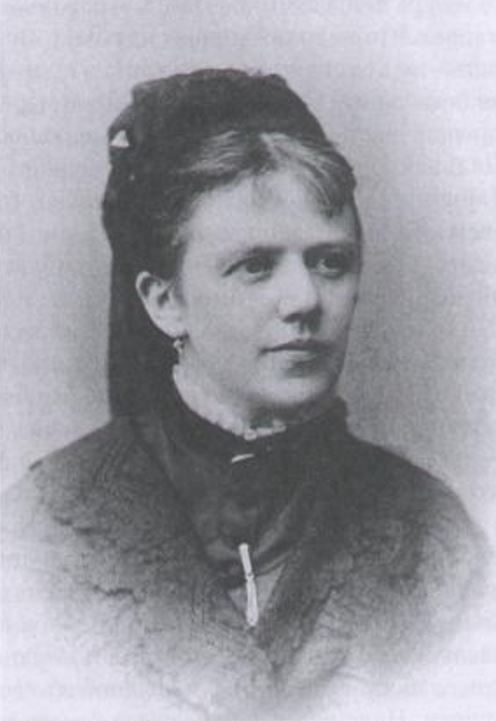
L'amatissima sorella del musicista Aleksandra (1842-1891), maritata con Lev Vasil'evič Davydov.

Tuttavia, nel giugno del 1854, la sua adorata madre morì a seguito di un'epidemia di colera e anche il padre, il giorno dopo il funerale, ebbe un malore, riuscendo a scampare alla morte. Lo stesso musicista scriverà nel 1878: «È stata la mia prima esperienza di profondo dolore. La sua morte ha avuto un'influenza enorme su ciò che poi è stato di me e della mia intera famiglia [...] Ogni momento di quel giorno spaventoso è vivido in me come fosse ieri». Accettando la versione ufficiale della morte (vedi oltre nella pagine e alla voce Morte di Pëtr Il'ič Čajkovskij), risulta singolare che il compositore russo concluda la propria esistenza a causa dello stesso male, per quanto a quel tempo il colera fosse comune in Russia.
Lo stesso anno, 1854, vede la prima composizione che il musicista considerasse degna di essere conservata: Anastasie-Valse, dedicata alla governante Anastasija Petrovna (pubblicata nel 1913). Una canzoncina infantile era stata "composta" a orecchio La nostra mamma a Pietroburgo già nel 1844 e sempre in anni vicini al 1854 fantastica più che altro su un'opera teatrale.

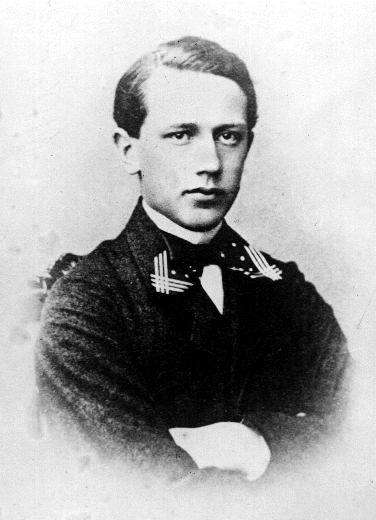
Pëtr Il'ič Čajkovskij in divisa da impiegato al Ministero della Giustizia, giugno 1860.

### Le prime composizioni
Čajkovskij fu per tutta la vita un viaggiatore instancabile (visitò circa 150 luoghi). Nel 1861 compie il primo viaggio estivo all'estero visitando Germania, Belgio, Parigi e Londra, frequentando opere e concerti.
Gli studi musicali post-diploma proseguiranno mentre era in forza al Ministero della Giustizia (dove lavorò con una certa trascuratezza per tre anni, cosa che gli permetteva del resto di far vita mondana, come ricorda il fratello Modest), ma successivamente al ritorno dal suddetto viaggio, pur riprendendo il lavoro al Ministero si dedicherà maggiormente alla musica, tralasciando i diversivi.

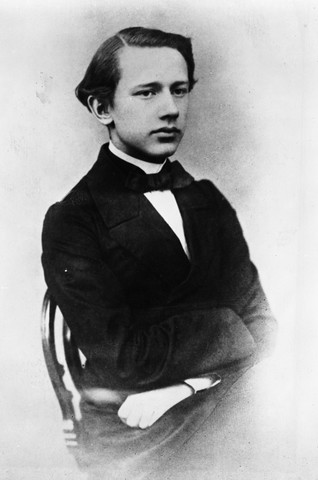
Il giovane musicista a venti anni, autunno 1860, San Pietroburgo.

Anteriormente al 1859 in Russia non solo non esistevano scuole ufficiali per l'insegnamento musicale, ma anche lo "status" di musicista era negato. Un giovane dell'aristocrazia doveva frequentare l'opera, conoscere la musica e forse saper suonare e addirittura comporre qualche cosa, ma un gentiluomo che abbracciasse la musica come professione era una cosa da non prendersi nemmeno in considerazione. La maggior parte degli artisti e della musica eseguita era straniera. Gli italiani vi imperavano pur esistendo del resto una tradizione musicale, seppur più propriamente popolare e religiosa.
Fu merito del musicista Anton Grigorevič Rubinštejn (1829-1894) e del mecenatismo della granduchessa Elena Pavlovna (zia dello zar Alessandro II Romanov) fondare (1859) la cosiddetta Società Musicale Russa, poi trasformata, nel 1862, in Conservatorio diretto dallo stesso Rubinštejn, con autorevoli docenti. Sulla scia di tale avvenimento nel 1866 fu aperto un Conservatorio anche a Mosca, fondato e diretto dal fratello di Anton Rubinštejn, Nikolaj.
Va segnalato che sempre nel 1862 a Pietroburgo si iniziarono i corsi della Scuola Musicale Gratuita, rappresentante la corrente radicale e progressista della musica russa, che si opponeva all'accademismo di derivazione austro-tedesca ed italiana dominante nei Conservatori dei Rubinštejn, sotto la guida di Milij Alekseevič Balakirev (1837-1910) e in essa si formò il famoso Gruppo dei Cinque.

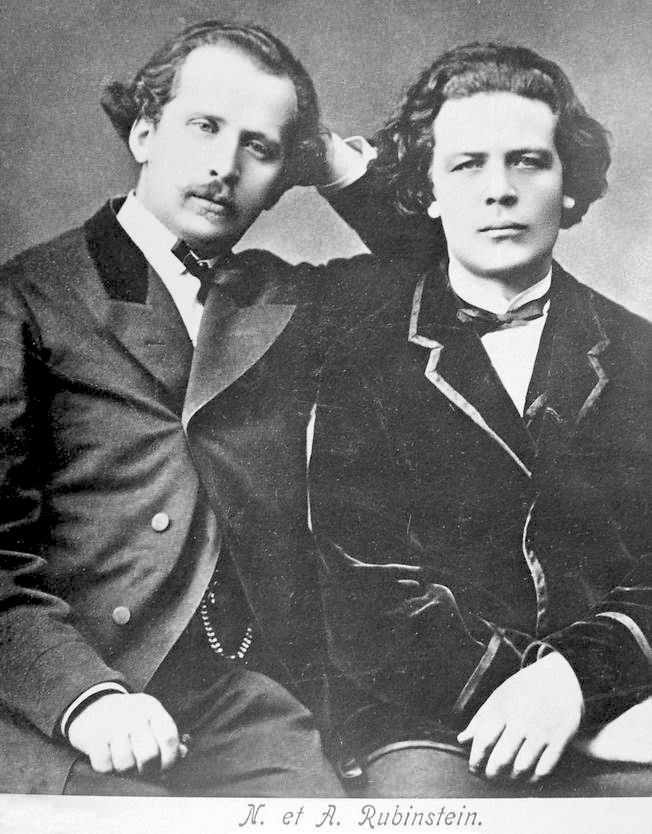
I fratelli Rubinštejn, Nikolaj e Anton Grigorevič, il primo (a sinistra) amico e mentore di Čajkovskij, il secondo suo maestro a San Pietroburgo. Foto del 1862.

Docente di teoria musicale nel Conservatorio di San Pietroburgo era un musicista minore, Nikolaj Ivanovič Zaremba (1821-1879): Čajkovskij divenne suo allievo e studiò composizione con Anton G. Rubinštejn, abbandonando l'impiego statale nel 1863. In quegli anni compose svariati pezzi minori, romanze per canto e pianoforte, pezzi per pianoforte solo e un coro Prima del sonno (in origine a cappella poi rielaborato con l'aggiunta dell'orchestra), un pezzo per archi in Sol maggiore Allegro ma non tanto.
Nel 1864 scrive L'uragano: un'ouverture in Mi minore, op. 76 postuma, dal dramma omonimo di Aleksandr Nikolaevič Ostrovskij. Dirige pure l'orchestra del Conservatorio nel 1865 nella sua nuova Overture in Fa maggiore per piccola orchestra (prima versione, rivista pochi mesi dopo per grande orchestra, ed. postuma 1952). La direzione orchestrale sarà per Čajkovskij sempre un grande problema dato il carattere timido, ma nel tempo e con la maturità egli divenne un applaudito interprete non solo della propria musica e anche all'estero. Prima ancora del diploma gli venne offerto da Nikolaj G. Rubinštejn su suggerimento del proprio fratello, di trasferirsi a Mosca, per insegnare teoria nel nuovo Conservatorio.
Nel 1866 terminò gli studi al Conservatorio di San Pietroburgo iniziati nel 1861, diplomandosi con una composizione Alla gioia, per soli, coro ed orchestra, tratta da un testo di Schiller, tema obbligato in quella circostanza (lo stesso usato da Ludwig van Beethoven nel finale della Sinfonia n.9). In quell'anno fu nominato professore di teoria e armonia a Mosca mantenendo quella posizione fino al settembre del 1878. Nello stesso 1866 compone, non senza incertezze, la Sinfonia n.1 in Sol minore, op. 13, sottotitolata Sogni d'inverno, che verrà rielaborata più volte (una pratica abbastanza usuale nel musicista). Si tratta di una composizione giovanile, ma con tratti distintivi già presenti. L'anno seguente è la volta della prima opera lirica portata a reale compimento: Voevoda (Il voivoda) dal dramma di Aleksandr Nikolaevič Ostrovskij.
L'opera ebbe quattro repliche e successo ma non fu più ripresa e l'autore distrusse la partitura, sebbene alcune parti siano finite nella successiva opera lirica Opričnik (L'ufficiale della guardia) e nel balletto Il lago dei cigni (essa venne comunque ricostruita sui materiali d'orchestra e ripresentata nel 1949). La forte spinta autocritica di Čajkovskij va qui evidenziata, tanto nella suddetta prassi di rielaborare proprie composizioni, quanto nelle azioni più drastiche, come la distruzione, sebbene spesso venissero salvate parti che venivano trasferite opportunamente in altri lavori.
È di quegli anni l'avvicinamento, prudente, al Gruppo dei Cinque anche se le simpatie verso i musicisti che componevano il gruppo furono diverse, con aperta ostilità in particolare verso Modest Petrovič Musorgskij.

### Le composizioni della prima maturità

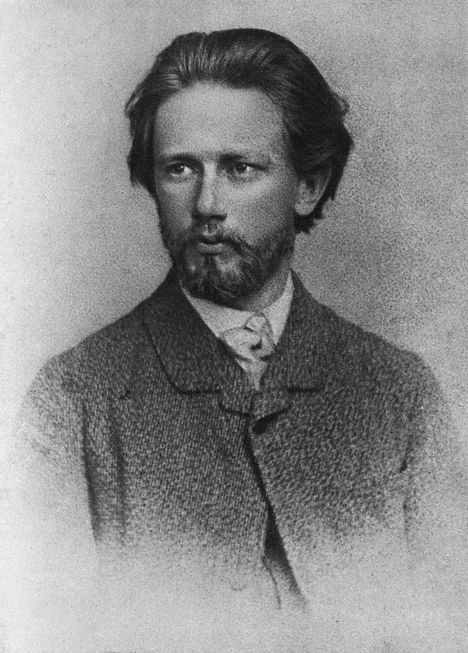
Il musicista nell'autunno 1865, San Pietroburgo.

L'anno 1868 segna nella vita del musicista un episodio sentimentale con la cantante belga Désirée Artôt: parlarono perfino di matrimonio. La cantante invece sposò un celebre baritono spagnolo, ma restò amica di Čajkovskij, con cui mantenne una corrispondenza ed ebbe successivi incontri (il musicista scriverà musica sotto l'influsso di questo amore platonico e - più tardi - dedicò alla donna le Six Mélodies , op. 65, del 1888). Gradatamente si intensificò il lavoro compositivo, per il quale alla fine optò, come si vide, abbandonando l'insegnamento e dedicandosi alla critica musicale. L'ouverture-fantasia Romeo e Giulietta del 1869, ma rivista nel 1870 e 1880, è uno dei prodotti migliori tanto per la forma che per i contenuti (il musicista, del resto, non aveva ancora trent'anni) e in essa Čajkovskij fece confluire (modalità a lui peculiare) il programma letterario shakesperiano, con le sue proprie spinte emotive, secondo molti biografi, attorno a un amore di allora per un allievo del Conservatorio, il quindicenne Eduard Zak. La vicenda ebbe un finale tragico quando nel 1873 il giovane si tolse poi la vita a diciannove anni..

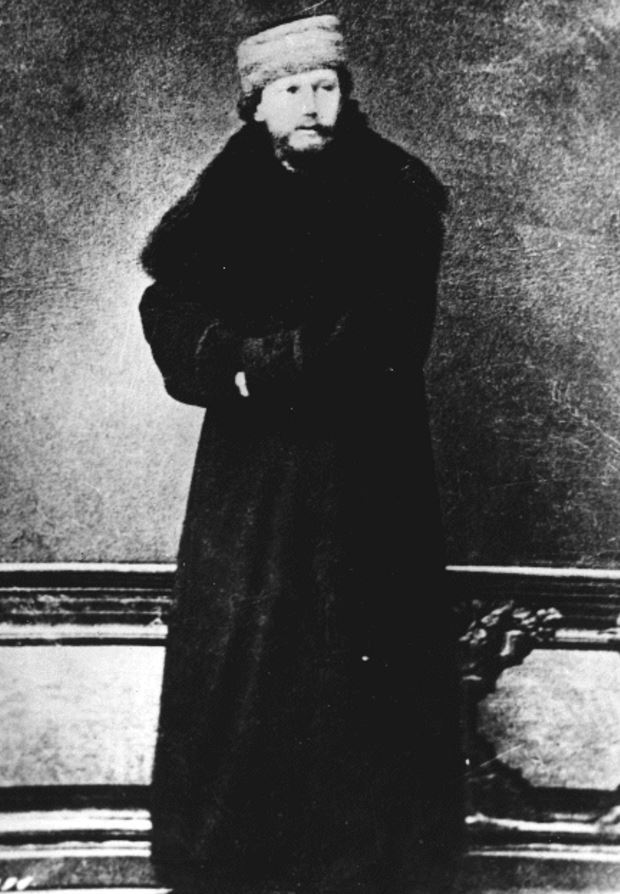
Čajkovskij a Mosca nel 1866 a 26 anni.

Una nuova opera lirica (dopo due tentativi abbandonati) vede la luce tra il 1870 e il 1872, Opričnik (L'ufficiale della guardia) e un'altra ancora poco più tardi, nel 1874: Kuznec Vakula (Il fabbro Vakula), rielaborata, quest'ultima, sotto il titolo Čerevički (Gli stivaletti) nel 1885. Come si può notare il compositore fu sempre fortemente attratto dalla musica lirica teatrale, i cui titoli-chiave furono Evgenij Onegin (Eugenio Onieghin) e Pìkovaja dama (La dama di picche). Una gran parte della critica musicale ritiene perciò, a ragion veduta, che il miglior Čajkovskij stia proprio nella produzione di opera lirica, nelle ultime tre sinfonie e nel balletto.

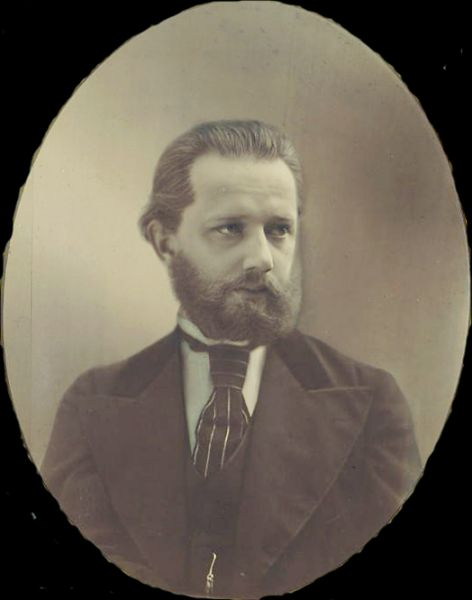
Una foto-ritratto del musicista, autunno del 1870, Mosca.

Due nuove sinfonie si aggiungono: la cosiddetta Piccola Russia in Do minore, op. 17, del 1872 (poi rivista) e la Polacca in Re maggiore, op. 29, del 1875.
Inoltre il musicista si dedica alla cameristica con tre quartetti per archi, l'op. 11 in Re maggiore (1871) e che riscuote il consenso di un illustre ascoltatore, Lev Tolstoj, l'op. 22 in Fa maggiore (1874) e l'op. 30 in Mi bemolle minore (1876).Tra il 1874 e il 1875 si realizza quello che diventerà uno dei pezzi più celebri dell'autore, il Concerto n. 1 in Si bemolle minore op. 23, rivisto due volte, anche se l'edizione pubblicata nell'agosto del 1879 (con modifiche del 1888) è quella correntemente eseguita.
A trentacinque anni Čajkovskij compie l'apertura ad un genere musicale generalmente sottostimato all'epoca, la musica di balletto e ad essa dovrà buona parte della sua fama. Nel 1877 va in scena al Teatro Bol'šoj di Mosca Lebedinoe ozero (Il lago dei cigni), op. 20, scritto nei due anni precedenti e nato durante una delle tanti estati trascorse con la famiglia della sorella ed i nipoti, un angolo di serenità spirituale al quale il musicista fece ricorso sovente.
Il balletto ha un valore musicale davvero speciale, anche per le componenti "drammaturgico-musicali" (Čajkovskij fa un uso intensivo del cosiddetto leitmotiv e delle tonalità, con una cura particolare per la strumentazione).
Tra l'estate e l'autunno del 1876 compone il poema sinfonico op. 32 Francesca da Rimini, un altro dei suoi lavori per grande orchestra oggi più eseguiti.
Sempre nel 1876 assiste tanto alla Carmen di Georges Bizet, quanto alla prima assoluta della Tetralogia (L'anello del Nibelungo) di Richard Wagner, traendone - per diverse ragioni - motivi di entusiasmo (nel primo caso) o di critica (nel secondo, anche se le composizioni scritte in quel periodo risentono di effetti strumentali debitori al musicista tedesco). Carmen inoltre farà capolino anni dopo nel momento di creazione della propria opera lirica La dama di picche.

### L'incontro con Nadežda von Meck
Gli eventi biografici che daranno una marcatura indelebile alla vita del musicista si verificheranno proprio tra la fine del 1876 e il 1877 e costituiscono due capitoli a sé, degni di essere indagati assieme al mistero sulla sua morte prematura (come infatti i biografi, ancora oggi, continuano a fare, per fini non solo di curiosità ma perché Čajkovskij fu un tipico artista dell'Ottocento, ove le sue proprie vicende personali si saldarono sempre con la creazione artistica). L'indagine critico-biografica, caratteristica dei secoli seguenti, poi con ricorsi anche alla psicoanalisi, cercherà di mettere in luce gli aspetti della sua complessa personalità più di quanto non fosse già blandamente avvenuto nelle prime, pur non marginali, opere biografiche (vedi sezione "Letteratura e cinema").

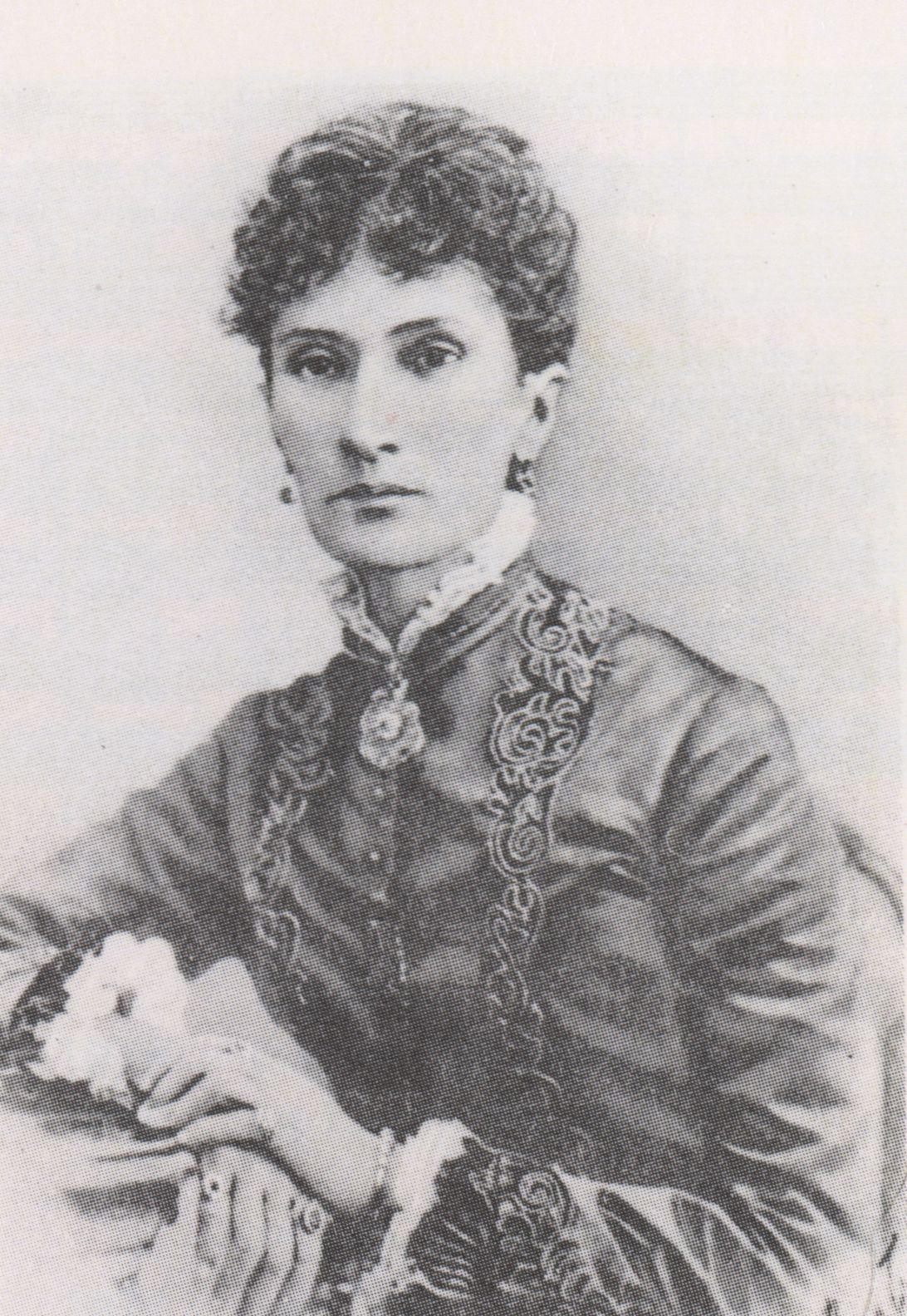
Madame von Meck, la mecenate del compositore.

Nadežda Filaretovna von Meck, nata nel 1831 e dunque più vecchia di nove anni rispetto a Čajkovskij, era una russa di classe media che aveva ottenuto il titolo nobiliare sposando Karl von Meck, un ingegnere ferroviario, originario della regione baltica dell'antico Impero. Le condizioni economiche della famiglia (con molti figli) furono disagiate per lungo tempo (lo ricorderà la donna stessa in una lettera a Čajkovskij), ma cambiarono tuttavia verso il 1860, in virtù della concessione governativa, ottenuta con intrighi e corruzioni, per la costruzione di tre importanti linee ferroviarie.
Rimasta vedova nel 1876, la donna si ritrovò un'immensa fortuna e - intelligente, pur se dispotica - amante delle arti e della musica in particolare, prese a diventare uno di quei mecenati che la storia russa del tempo vide non di rado. La von Meck, buona dilettante, cercava all'epoca un giovane violinista che potesse accompagnarla nel repertorio per solista e pianoforte. Tramite Nikolaj G. Rubinštejn la scelta cadde su Iosif Iosifovič Kotek, che aveva allora ventun anni, allievo di Čajkovskij ed anche–a suo tempo–uno degli amanti del musicista.
Kotek fu il tipico "rappresentante" del giovane maschio medio che faceva perdere la testa al musicista e i documenti (lettere, diari) accuratamente salvati dal solerte fratello Modest, se letti alla fonte, danno certamente ragione ai biografi come Poznansky, che insistono per un Čajkovskij orgoglioso della sua omosessualità (o comunque sereno sulla propria condizione di omosessuale), rivelando altresì tratti del carattere balzano a dir poco dell'uomo.

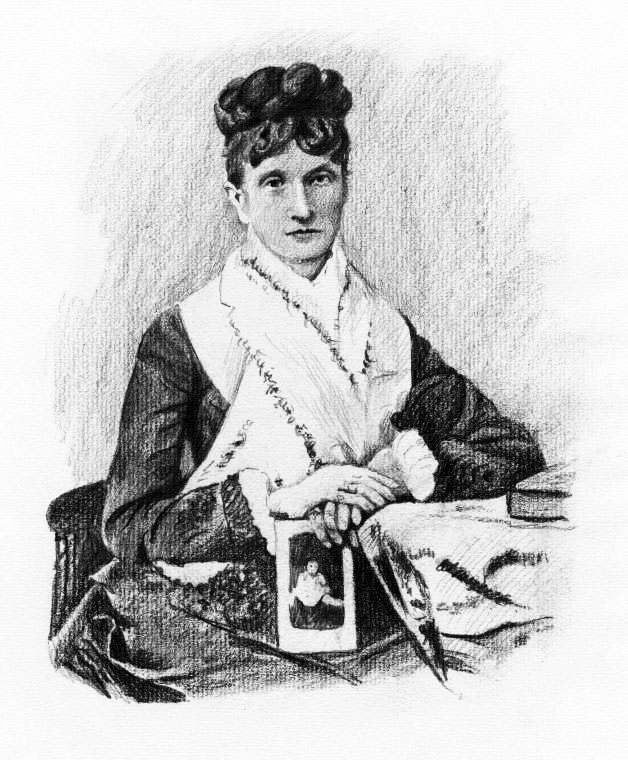
La baronessa von Meck in un ritratto a matita che riprende una fotografia oggi conservata al museo Čajkovskij di Klin.

Fu così che il nome del compositore venne fatto e una commissione inoltrata (Kotek sapeva benissimo dei bisogni economici di Čajkovskij): lautamente ricompensata, s'intende. La prima lettera della donna al musicista è del 30 dicembre 1876: «La prego di credere che con la sua musica la mia vita è davvero diventata più facile e piacevole». La risposta non si fece attendere ed arrivò il giorno dopo.
È l'inizio di un rapporto particolarissimo, fatto di detto e non detto tra i due, di una dipendenza spirituale reciproca, analizzata ormai sin troppo dai biografi e purtuttavia carica di fascino (ne ha data una personale lettura il regista Ken Russell nel suo film (vedi in "Letteratura e cinema" la sottosezione "Film e documentari televisivi").
La von Meck fu una delle tre donne importanti nella vita di Čajkovskij, assieme alla madre e alla sorella Aleksandra. A loro il musicista fece ricorso in varia misura e in diverse circostanze: più esattamente è possibile concordare con Maria Delogu quando dice: «Forse Čajkovskij sperava di trovare quella madre che tanto gli era mancata e di cui tutto sommato aveva molto più bisogno che di un'amante».
La von Meck divenne la principale finanziatrice del compositore, cui elargiva frequentemente grosse somme di denaro ed un regolare mensile. La cosa avveniva all'insegna di un autentico mecenatismo, pur apparendo scontata la "facilità" dell'atto, vista la ricchezza di lei. Il musicista, dal canto suo, non si fece invero molti scrupoli nell'accettare e ricorrere sovente alla generosità di madame. Questo sostegno economico, al quale la von Meck si riteneva come obbligata tanto dalla propria posizione sociale quanto dal trasporto affettivo verso il musicista, consentì a Čajkovskij di abbandonare la cattedra al Conservatorio, per dedicarsi a tempo pieno alla composizione.

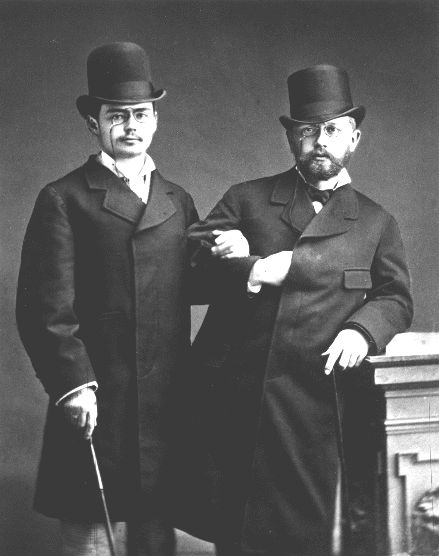
Iosif Iosifovič Kotek e il musicista nel maggio 1877 a Mosca.

La donna fu anche una confidente privilegiata del musicista e la persona con cui intrattenne una fittissima corrispondenza: si scrivevano praticamente ogni giorno e anche più volte al giorno (questo almeno per la prima parte della loro relazione epistolare) dal 1877 al 1890. Secondo lo specialista Brett Langston, curatore del sito in lingua inglese "Tchaikovsky Research", il numero complessivo sarebbe di milleduecentotré lettere (numero del 2009), di cui 768 scritte dal musicista e 435 dalla von Meck.
Čajkovskij fu un grafomane assoluto, capace di arrivare a scriver ben 18 lettere al giorno; uno spazio, serale di solito, era puntualmente riservato a questo. Le lettere repertoriate nel The Tchaikovsky Handbook... ammontano a 5.248 ("aggiornato" a 5.259). La sua corrispondenza e i Diari sono sovente rivelatori come non mai. Secondo la stima al settembre 2011, le lettere scritte dal musicista sarebbero 5.347 a 389 corrispondenti diversi, tenendo tuttavia presenti le "scoperte" più recenti di materiale sinora sconosciuto (quasi un centinaio).

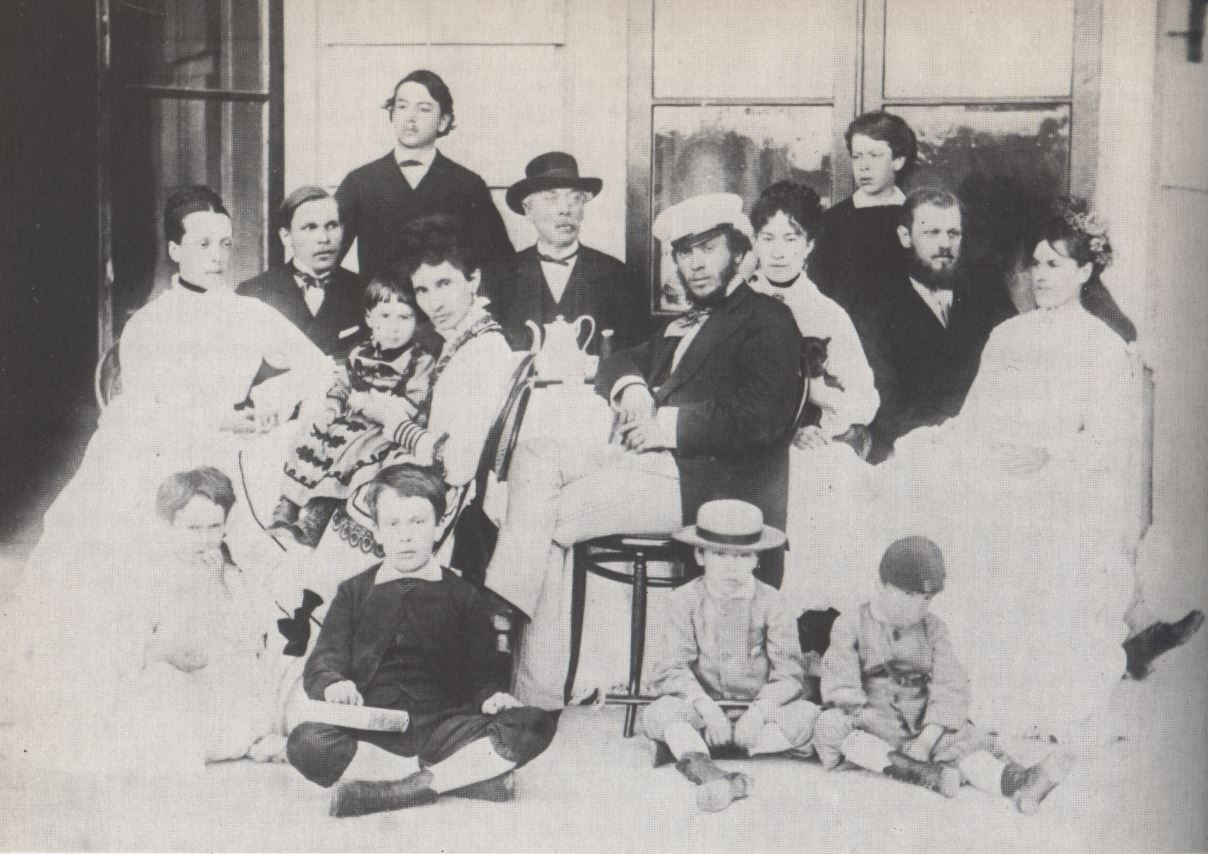
Una interessante foto della famiglia von Meck attorno al 1875. La baronessa Nadežda Filaretovna è a sinistra mentre al centro è il marito (con cappello scuro). (Clicca sulla foto per altri dettagli).

È interessante sapere che ci sono circa 6.800 lettere scritte a Čajkovskij conservate nell'archivio del compositore a Klin, e un piccolo numero in altri archivi russi. Tra queste ci sono lettere della sua famiglia, di colleghi musicisti e persino di collezionisti di autografi provenienti da Europa e America. Pochissime di queste sono state pubblicate (a parte quelle scritte dalla signora von Meck e da Jurgenson), il che è sorprendente, considerando che sono state tutte scritte oltre 130 anni fa.
I due amici (il compositore e la nobildonna) per reciproca, concorde volontà, non si incontrarono mai, anche se non mancarono delle eccezioni volute dal caso o dall'astuzia della von Meck, contro ben altri sentimenti del musicista, che temeva l'approccio fisico con lei, fermo nella sua costante idealizzazione dell'altro sesso. Le circostanze sono riportate da più biografi. In una prima occasione, il musicista venne invitato (1878) a Firenze (una città prediletta, ove frequentemente tornava e compose) da madame che vi soggiornava. Il "gioco" era anche quello di visitare le reciproche dimore in assenza l'un dell'altro oppure, come scrive lo stesso Čajkovskij:
(Čajkovskij, riportato da Orlova, p. 152)
 Un'ulteriore circostanza si verificò l'estate dell'anno seguente, ospite il musicista in una tenuta della von Meck presso Simaki. Nonostante i rispettivi orari fossero coordinati in modo da evitare possibili incontri, come racconta sempre il musicista:
(Čajkovskij, riportato da von Wolfurt, p. 185)
 La von Meck però gli scrisse: 
(von Meck, riportata da von Wolfurt, p. 185)

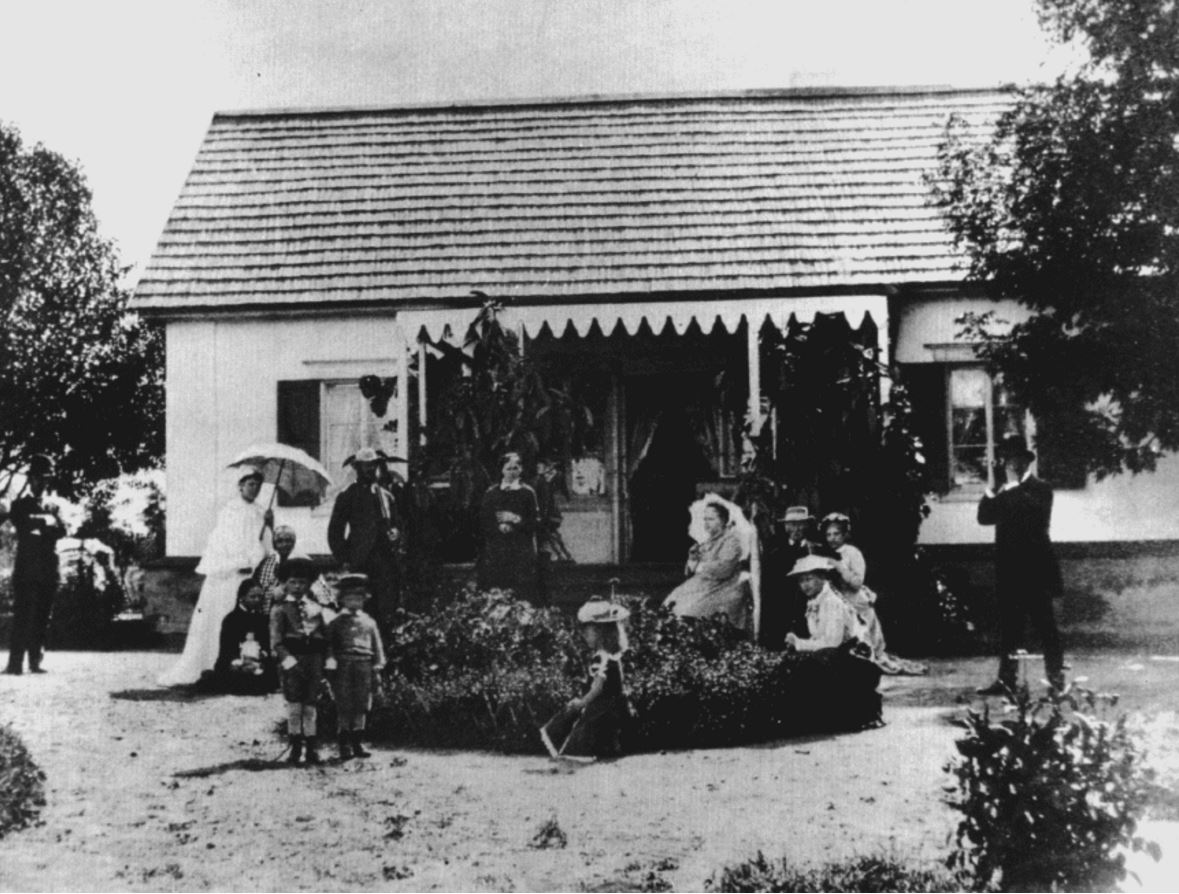
Čajkovskij (in piedi a destra, con un binocolo) con il padre e la famiglia Davydov a Kamenka, luglio o agosto 1875.

Del resto il musicista temeva questo "pedinamento" (che avrebbe potuto nascondere chissà quali "pretese") e rifiutò di vedere persino l'ultimogenita della von Meck che, sembra autonomamente, aveva manifestato il desiderio di vedere l'uomo misterioso e chiedeva innocenti ragguagli fanciulleschi sul misterioso signore. E a "madame" scriveva sempre e comunque lettere piene delle sue tipiche circonlocuzioni, esternando un contegno che spesso non corrispondeva ai suoi sentimenti reali, viceversa rivelati ad amici e parenti.
(Orlova, p. XXVI)
Incantato da Venezia (soggiorna anche in Riva degli Schiavoni), innamorato perdutamente di Roma, frastornato da Napoli ebbe in somma predilezione Firenze ove soggiornò otto volte; nel dicembre 1878 (quarta volta) a Villa Bonciani sul Viale dei Colli, in una residenza allestita per lui dalla sua mecenate von Meck che-ad appena mezzo chilometro di distanza, con la famiglia-a Villa Oppenheim (oggi nota anche come "Villa Cora")-lo vezzeggia e corteggia (il musicista alloggiava nella vicina Via di San Leonardo)  e ben ne racconta la biografia del Nostro.
(Orlova, p. XXV)
(Cliccare sulle immagini per ingrandire e dettagli)

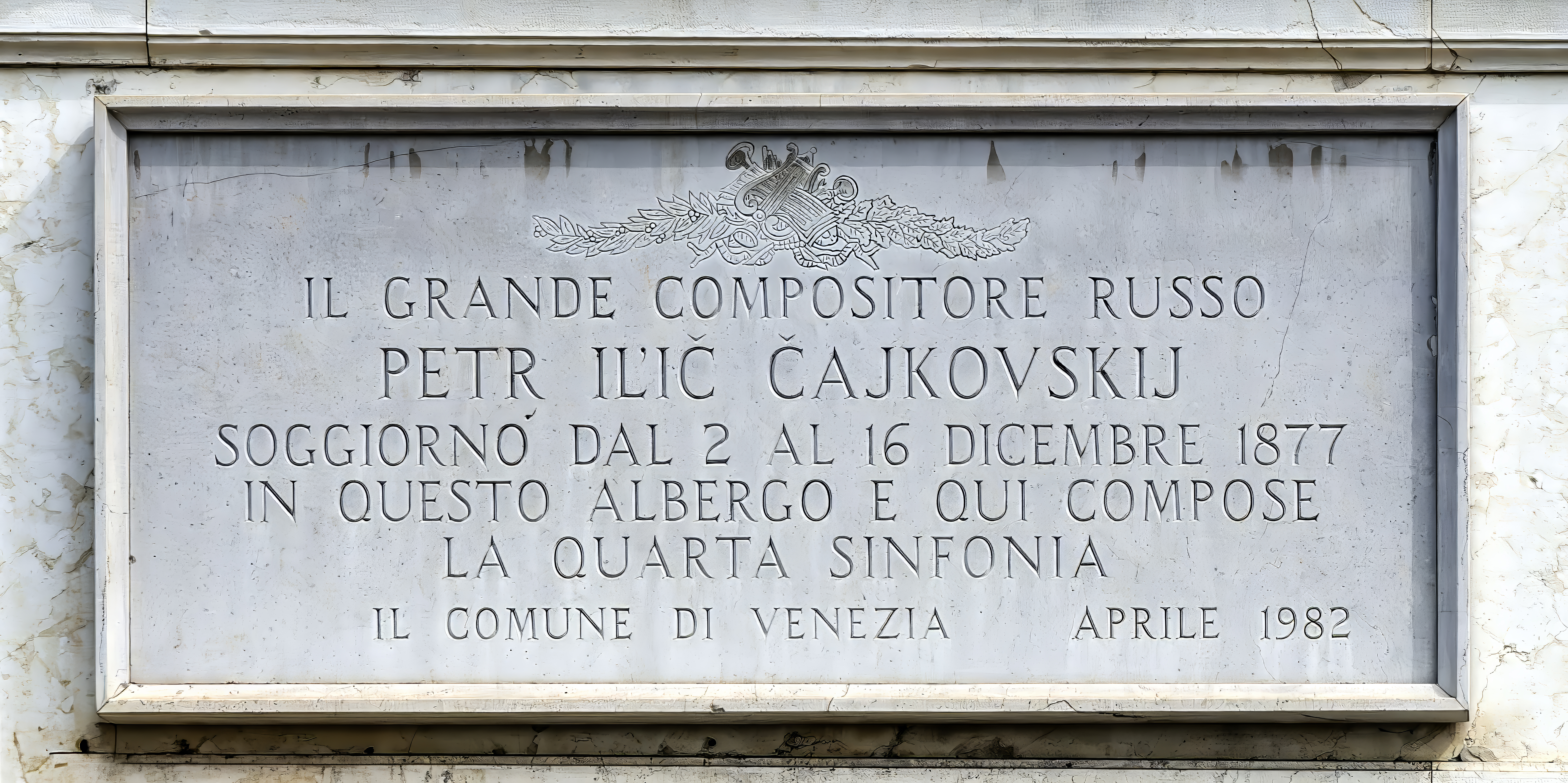
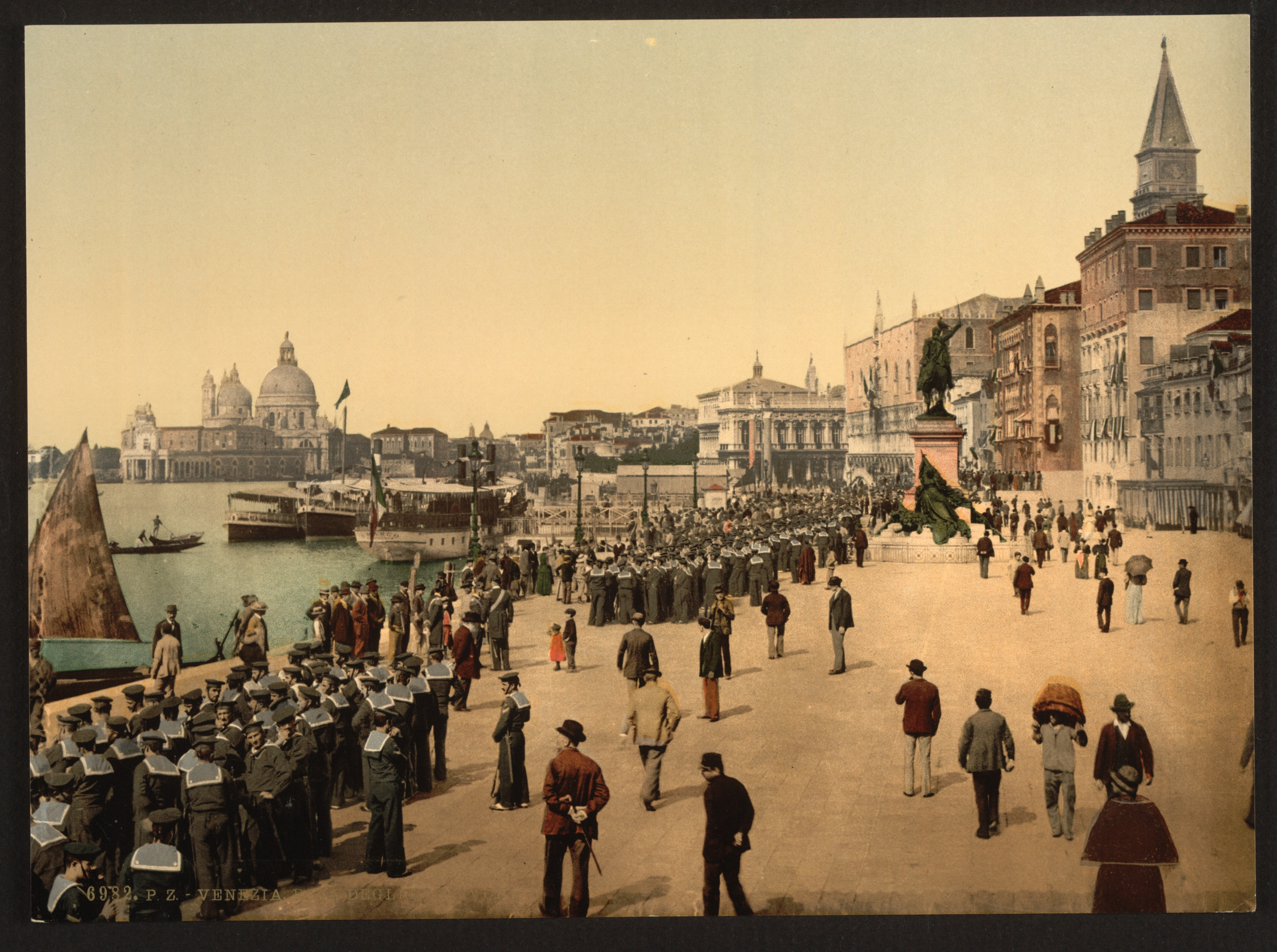
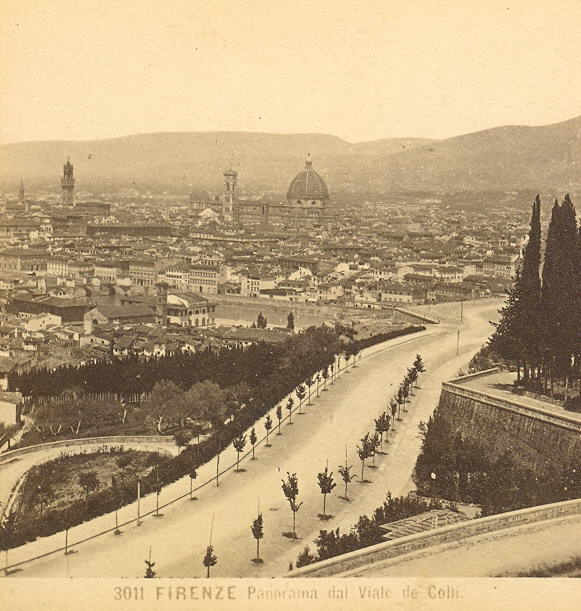
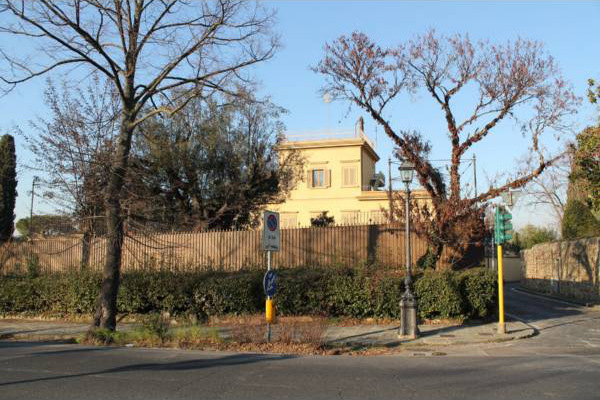
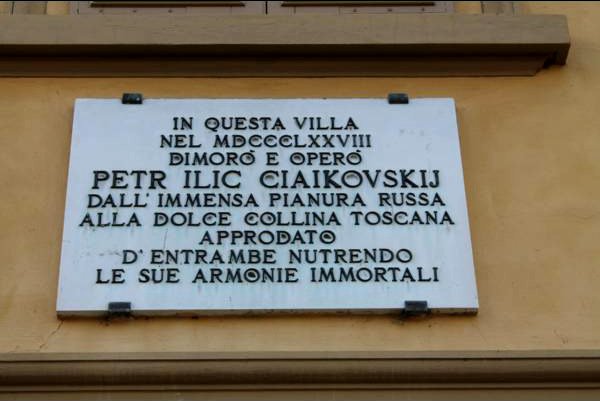
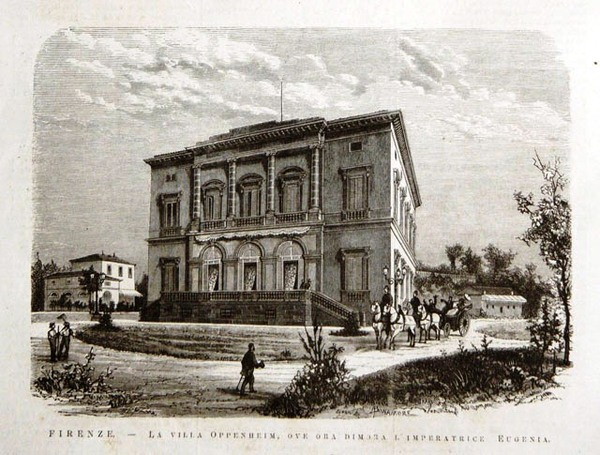
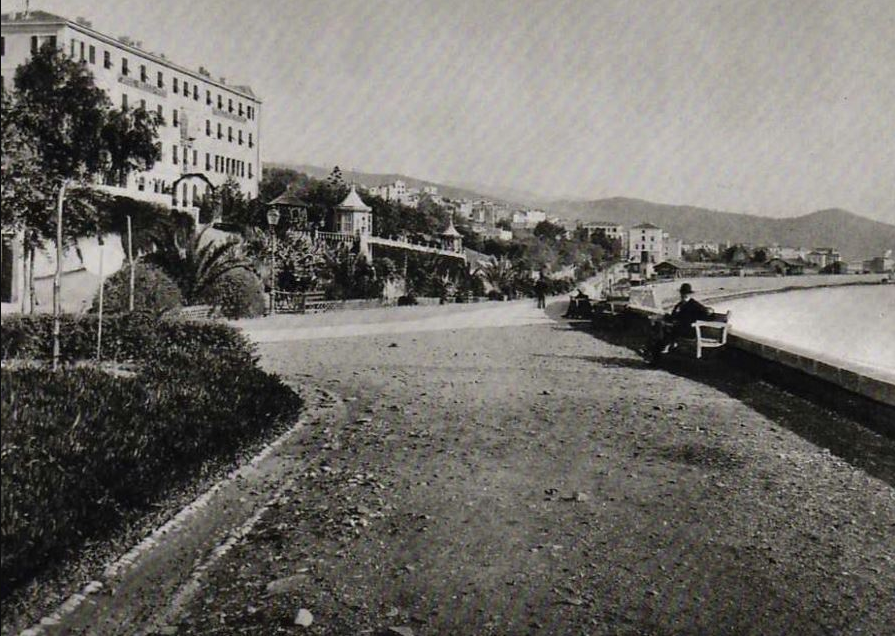

La von Meck era una donna appassionata nelle proprie manifestazioni: durante gli anni di questa inusuale relazione con il musicista lo manifestò chiaramente e tutt'altro che con desideri "platonici" (sebbene sempre velati), quando si rivolse significativamente a lui chiamandolo "mio tesoro", "mio diletto" e "mio signore e Maestro". Il musicista per parte sua si guardò sempre bene dall'assecondare queste "voglie" di una vicinanza tangibile, che ovviamente capiva esservi da parte della mecenate.
È interessante tuttavia sapere che un accostamento fisico tra i due personaggi avvenne davvero, attraverso le nozze che i due favorirono (o si potrebbe dire "stabilirono", ovviamente per corrispondenza) tra un figlio della von Meck, Nikolaj e Anna, una delle figlie della sorella di Čajkovskij, Aleksandra Davydov (evento esplicito circa i desideri suddetti della baronessa).
Nel 2013 uno dei canali culturali della televisione russa, ha mandato in onda un Concerto-drammaturgia dedicato al rapporto tra la von Meck e il musicista (vedi sezione "Letteratura e Cinema").

### Matrimonio e separazione
Seriamente convinto che ogni vicenda umana, specie quelle che lo riguardavano, fosse sotto l'influsso del destino - con la maiuscola (aveva scritto del resto nel 1868 un lavoro sinfonico titolato Fatum) - Čajkovskij lesse questa relazione con la von Meck in tal senso, ma non solo, come si vedrà. Del resto egli espresse tali convincimenti non unicamente a parole o con modalità tipicamente russe del tempo, ma nella propria "filosofia" di vita, nell'intera sua estetica e dunque nella concreta realizzazione artistica.
Il "ciclo" delle ultime tre sinfonie lo testimonia bene, quando, a proposito del celebre tema introduttivo della Sinfonia n. 4 in Fa minore, dedicata (non a caso) al "mio miglior amico" (ovverosia la von Meck), il musicista stesso spiega:
(Čajkovskij, riportato da Orlova, pp. 109–111)

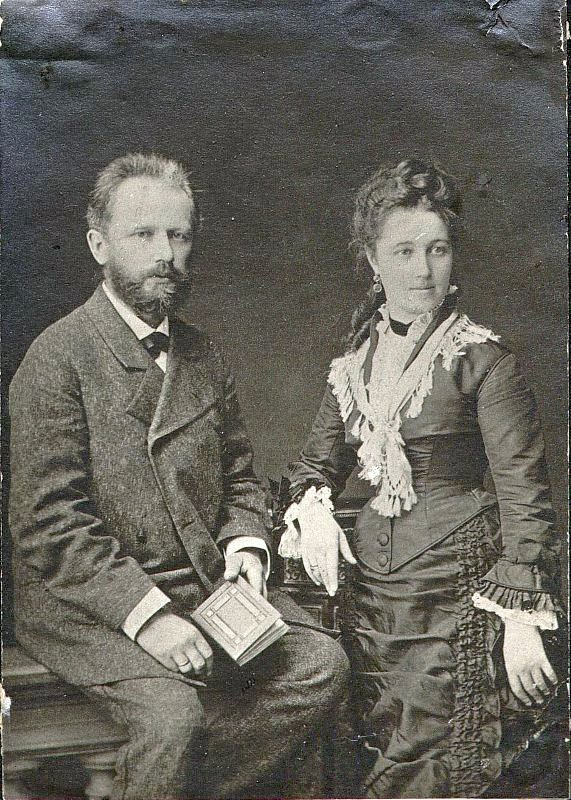
Čajkovskij e la moglie Antonina Ivanovna Miljukova, 18 giorni dopo le nozze, foto del 7 agosto 1877, Mosca.

Un vero e proprio "ciclo" con tema il "Fato" quello delle ultime tre sinfonie, con un unico discorso tripartito: così esso è ormai considerato dalla moderna critica e segnatamente dai direttori d'orchestra.
In queste condizioni costituzionali e di carattere (che non meritano esser sbrigativamente intese solo come un momentaneo "atteggiamento", considerati gli eventi familiari vicini e lontani), ha luogo il secondo avvenimento capitale nella vita di Čajkovskij, pure esso esplicitamente reso nel film di Ken Russell che vi dedica ampia parte nell'esatta progressione dei fatti reali.
Dell'avvenimento restano resoconti diretti dello stesso musicista e nel racconto dell'amico Kaškin. Essi sono lungamente rintracciabili nel volume di Aleksandra Orlova.

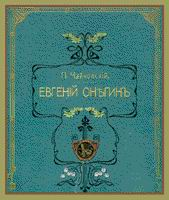
Lo spartito dell'opera Evgenij Onegin, 1877.

Le circostanze (che il musicista intese come fatali) vollero che in quel momento stesse iniziando la composizione di quello che sarà uno dei suoi massimi lavori per le scene liriche, Evgenij Onegin e lo cominciasse esattamente dalla celebre scena "della lettera", in cui la protagonista, Tat'jana, esprime le sue pene d'amore. In quel mentre, una sua ex-allieva (che egli poco o niente ricordava), Antonina Ivanovna Miljukova, nata nel 1849, gli scrisse una lettera-dichiarazione d'amore.
Il collegamento tra realtà ed arte, tra vita e ideale fu rapido per il musicista, tanto che - seppur poco convinto nell'intimo e contro il parere di amici e parenti - si decise per un matrimonio fulmineo. Ammise: «Ho deciso di non sfuggire al mio destino e che il mio incontro con questa ragazza è stato in qualche modo voluto dal destino» (lettera alla von Meck). E a Kaškin: «Amavo Tat'jana ed ero terribilmente arrabbiato con Onegin che vedevo come un bellimbusto freddo e privo di cuore [...] e mi è parso di comportarmi molto peggio di Onegin».
È interessante riportare la puntualizzazione in merito allo sviluppo del fatto secondo lo specialista Alexander Poznansky e ripresa da Ferruccio Tammaro, per cui, dice Tammaro «...il rapporto fra vicende compositive e vicende biografiche potrebbe essere visto anche in senso inverso: sarebbe stata la relazione con la Antonina ad avvicinare Čajkovskij all'Onegin [...] e non il contrario».

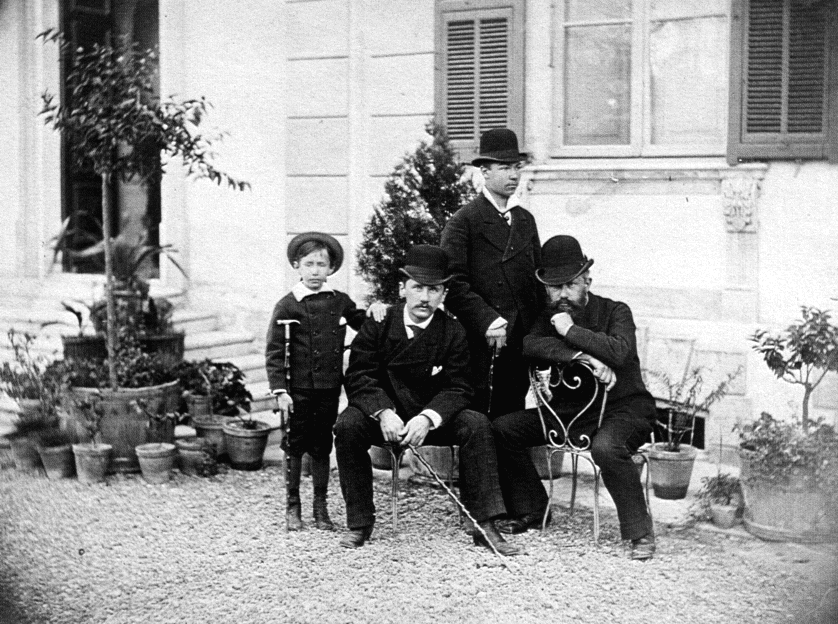
In questa foto scattata a San Remo il 28 gennaio 1878, si vedono seduti i due fratelli Čajkovskij, Modest a sinistra e Pëtr a destra. Il bambino accanto al primo è Nikolay Hermanovič Konradi, l'allievo sordomuto di cui Modest era istitutore. Dietro loro Aleksej Ivanovič Sofronov, il domestico personale del musicista e suo intimo.

Le nozze furono celebrate il 18 luglio 1877 (Calendario gregoriano). L'esito di tale atto fu disastroso. Le conseguenze sulla sua psiche furono devastanti. Scriverà fra l'altro:«Dal punto di vista fisico, mi è diventata assolutamente ripugnante [corsivo della fonte]» ed ancora: «Avrei potuto strozzarla».
Costantemente in preda ad una fortissima repulsione verso la moglie scivolò nella Moscova tentando un suicidio "indiretto" (l'amico Kaškin lo seppe esattamente da lui e lo riportò nelle proprie "Memorie"), ma che si risolse in semplice raffreddore. Ripresosi fisicamente, passò presto ad un grave esaurimento nervoso; venne aiutato da familiari, amici e dalla stessa von Meck (che aveva sapientemente celato, all'inizio, la gelosia ed ora poteva esser certo felice del naufragio matrimoniale).
L'opportunità di un matrimonio, medicina inappropriata all'omosessualità, fu determinata in Čajkovskij paradossalmente proprio da tale condizione. Al fratello Modest, anch'egli apertamente omosessuale, aveva scritto nell'autunno del 1876 che pensava al matrimonio più che altro per i suoi familiari che per se stesso, in quanto era amareggiato dai pettegolezzi che la collettività poteva fare. Segreto di Pulcinella la sua condizione e vivo il senso di frustrazione (come è ovvio se si pensa all'epoca) tanto da farlo trasalire ovunque, in treno, al ristorante, quando leggeva negli innocenti sguardi di sconosciuti disprezzo e condanna.
Matrimonio di convenienza dunque, per "copertura sociale", alla fine, romanticismi e fatalismi a parte, anche se essi vanno considerati. Queste soluzioni erano del resto all'ordine del giorno come nel caso dell'amico intimo Vladimir Stepanovič Šilovskij.
Ma non sono pochi i critici che hanno notato come fu anche questo suo "isolamento", questa sua "diversità" una delle spinte a scrivere una musica piena di vero páthos (con valore etimologico, di "sofferenza").

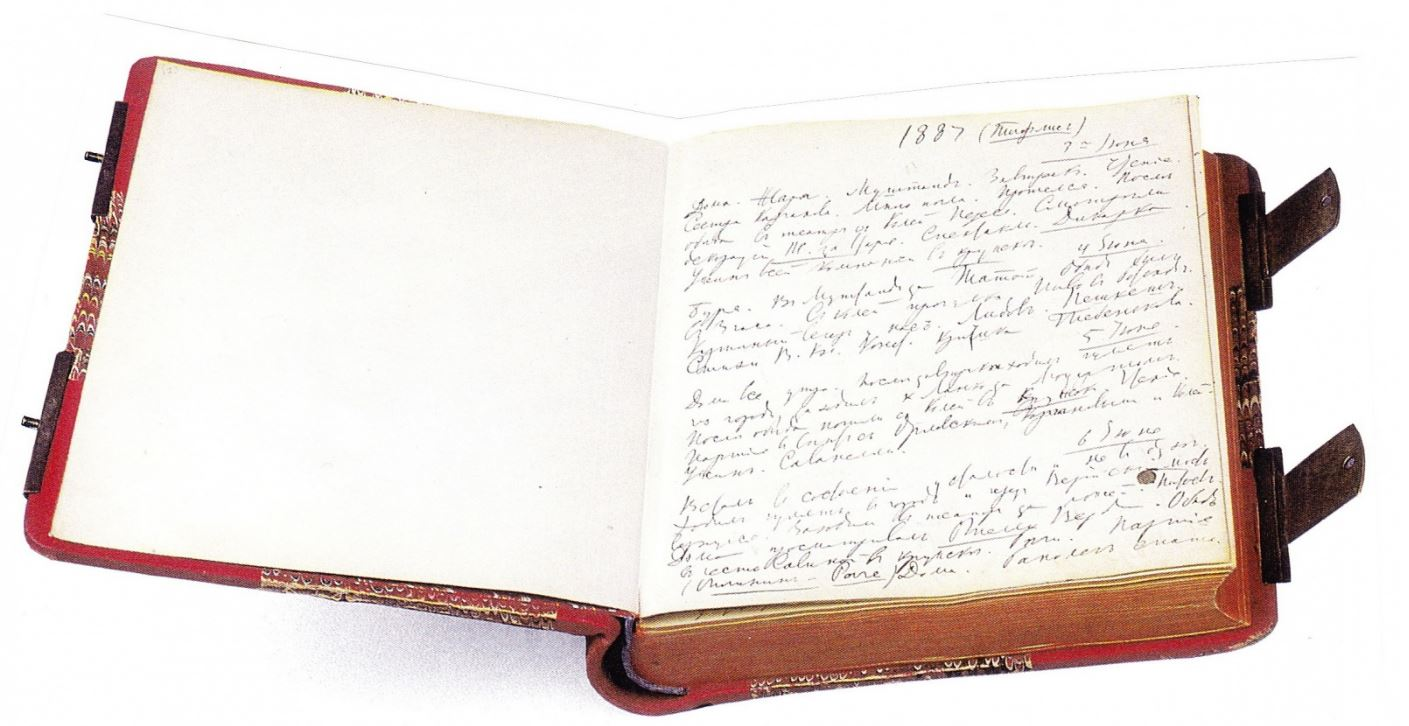
Uno dei diari del compositore, quello del 1887, dove egli annotava una quantità di fatti intimi.

Per completezza si noterà che-nonostante quanto appena detto e più oltre meglio evidenziato, (oltre che nelle stesse copiosissime testimonianze epistolari del musicista o del Diario, per tacere della musica stessa)-esiste un filone della critica il quale vede Čajkovskij meno tribolato di quanto in realtà non fosse, talvolta un poseur, non di rado melodrammatico al massimo grado. Il musicologo Hofmann ne è un esempio e con amorevole equilibrio:«Era stato scelto davvero dal destino per soffrire in questo mondo [corsivo originale] oppure tale destino se l'era imposto?».
Due dei suoi tre celeberrimi balletti ("Schiaccianoci" e "La bella Addormentata") videro la luce per esempio, con questa contraddittoria personalità: «Čajkovskij si rifugia-per sfuggire al suo démone-nell'infanzia... Compose... la musica più luminosa, più allegra che esista; perfino nei momenti più angosciosi della vicenda, si sente penetrare una luce: come i bambini che, anche se hanno paura, sanno che per loro il male non può durare».
Antonina rappresentò una spina nel fianco per tutta la vita, rifacendosi viva, dopo la separazione di fatto (inopportuno il divorzio, per i pettegolezzi e problematiche giuridiche che avrebbe suscitato, anche se fu meditato dal musicista), con richieste di denaro e minacce della donna (nonostante ricevesse una pensione da Čajkovskij), mentre aveva dato pure alla luce tre figli morti tuttavia nei primi anni di vita e avuti dal convivente Aleksandr Aleksandrovič Shlykov, un malaticcio avvocato con il quale essa viveva senza matrimonio dal 1880 e che morì nel 1888. I figli avuti da lui furono affidati ad orfanotrofi per ragioni di opportunità, malgrado un tentativo di far adottare dal compositore la di lei terza figlia Antonina Petrovna. Anche se il matrimonio con il compositore non fu mai annullato, essi non portarono il nome di Čajkovskij (l'orfanotrofio non chiedeva cognome). Già debole di mente (ma questo giudizio deriva anzitutto da Modest), Antonina finì i suoi giorni, sia pure per polmonite, in manicomio nel 1917, con un lascito testamentario del musicista di 100 rubli al mese, che la mantennero agevolmente, anche con interessamento del fratello di Čajkovskij, Anatolij
Non mancano, è bene precisarlo, nella bibliografia attorno a questo sfortunato personaggio, prese di posizione (documentate, oltre che oggetto di discussione) a favore di Antonina, vista sì come una donna debole, ma che ebbe la sfortuna di incrociare il proprio cammino con quello di un uomo tanto problematico quale Čajkovskij. Antonina lasciò una versione propria dei fatti, pubblicata nel 1894 e ristampata una sola volta nel 1913. Nel film di Ken Russell L'altra faccia dell'amore il regista "riabilita" non poco l'immagine della Miljukova talvolta sbrigativamente passata come pura ninfomane delirante.
Riprendendosi, Čajkovskij scriverà grato a Nadežda von Meck (il cui nome proprio-curiosamente-significa in russo "speranza"): «D'ora innanzi ogni nota che uscirà dalla mia penna sarà dedicata a Voi!».

### Le opere della piena maturità, fino al 1885

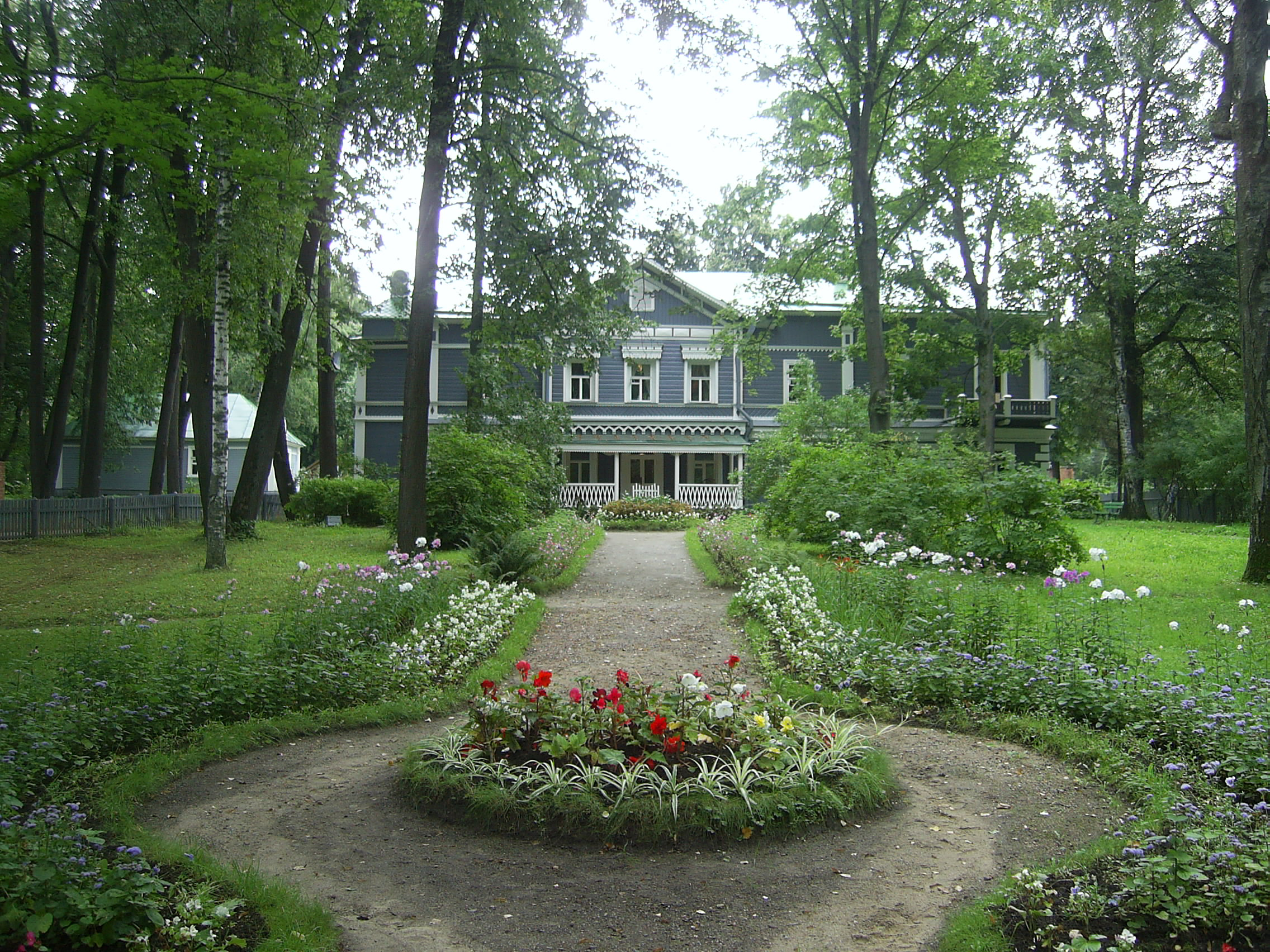
La terza ed ultima casa del musicista, a Klin, dal 1892, oggi "Museo Čajkovskij".

La conclusione della vicenda con la moglie ed il periodo di riposo che ne seguì, auspici in particolare la von Meck e la sorella Aleksandra, segnano una graduale ma costante rinascita spirituale ed artistica del compositore. Le musiche scritte da allora, non solo aumentano quantitativamente, ma cresce la qualità e il successo in Russia come all'estero.
È un crescendo che non si interromperà di fatto sino all'ambigua morte, tanto che molti musicologi sono certi che se Čajkovskij fosse sopravvissuto avrebbe scritto ancora molta musica, con soluzioni pure e senz'altro innovative e al passo con i tempi: la particolare scrittura de La bella addormentata, Lo Schiaccianoci, Iolanta e della Sesta sinfonia (Pathétique), sembrano testimoniarlo. A tale proposito, Igor' Fëdorovič Stravinskij si lascia andare a commenti circa una precisa influenza che Čajkovskij avrebbe avuto secondo lui, sul giovane Mahler della prima e seconda sinfonia (e citava i passaggi).

Le composizioni che vedono la luce da allora sono tutte o quasi destinate alla celebrità. Fra esse la Quarta Sinfonia in Fa minore op. 36 e l'opera lirica Evgenij Onegin, già citati, la Suite n.1, in Re minore  op. 43, mentre a Firenze su invito della von Meck, nell'Italia che tanto gradiva, cura la composizione di una nuova opera lirica: Orleanskaja deva (La pulzella d'Orléans).
Termina il Capriccio italiano iniziato a Roma nel gennaio 1880 e poi la Serenata per archi in Do maggiore e l'Ouverture Solennelle «1812»; la sua fama cresce ulteriormente, testimoniata anche dall'offerta di direzione del Conservatorio di Mosca dopo la morte di Nikolaj Grigor'evič Rubinštejn nel 1881, che egli rifiuta. Alla fine dell'anno viene eseguito il Concerto in Re maggiore, per violino e orchestra, op. 35 stroncato da Eduard Hanslick ma pure esso tra le opere più popolari del musicista. Alla memoria di Nikolaj Rubinštejn dedica il Trio in La minore, per pianoforte, violino e violoncello, op. 50, intitolato «Alla memoria di un grande artista».
Viene eseguito nel 1882 il Concerto n. 2 in Sol maggiore per pianoforte ed orchestra, op. 44. La Suite n.2, in Do maggiore op. 53 , sottotitolata Suite caractéristique , fu scritta e orchestrata tra giugno e ottobre 1883 ed anticipa diverse atmosfere stravinskiane di Petruška (sono previste "ad libitum" quattro fisarmoniche nel terzo movimento (Scherzo burlesco).
Viaggi e spostamenti gli consentono di vedere ed ascoltare molto repertorio musicale del tempo e di ogni composizione si ritrovano nella sua sterminata corrispondenza annotazioni critiche (ad esempio di Wagner trova tremendamente lungo il Tristano e Isotta; dell'autore tedesco continuerà a prediligere Lohengrin).
Il 1885 incomincia positivamente. Hans von Bülow dirige la Suite n. 3, in Sol maggiore op.55 ottenendo grande successo, lo zar e la corte assistono ad una recita di Evgenij Onegin. Pochi mesi prima il musicista aveva avuto un'udienza personale a corte, ricevuto un'onorificenza e appreso dalla voce di Alessandro III d'essere il musicista della famiglia regnante. Quest'ultimo avvenimento e la protezione ufficiale che ne seguì mitigarono alcune ferite dell'animo inquieto dell'artista, sempre del resto alla ricerca di conferme ufficiali e riconoscimenti che sanassero la sua perenne insoddisfazione esistenziale.
Čajkovskij decise allora, come evidenza tangibile del "traguardo" raggiunto, di affittare una casa in campagna tra Mosca e San Pietroburgo: la scelta cadde su Maidanovo, nei dintorni di Klin.
Il musicista potrà dire con fierezza: «Che gioia essere a casa mia... Capisco ora che il mio sogno di passare il resto della mia vita nella campagna russa non è un capriccio passeggero, ma un'esigenza naturale e profonda».
Sebbene ben lontano dalla propria morte, il musicista si abbandona a frequenti osservazioni sul mistero della vita che emergono puntualmente dai suoi diari e lettere: «Nella mia mente c'è il buio e non potrebbe essere altrimenti di fronte alle domande insolubili per la debole ragione, come la morte, lo scopo e il significato della vita, la sua eternità o caducità [corsivo della fonte]».

### Gli ultimi anni

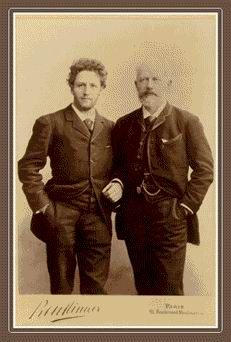
Čajkovskij nel 1888 (18 marzo, Parigi) con il violoncellista russo Anatolij Andreevič Brandukov.

Nel 1885 Čajkovskij viene eletto direttore della sezione moscovita della Società Musicale Russa, un'istituzione cardine a quei tempi ed i suoi rapporti con parenti, amici e la von Meck proseguono in linea di massima con regolarità di contatti come nel passato. Dorme di più, fuma e beve di meno e conduce una vita all'insegna del controllo psicofisico con regolarità d'abitudini quotidiane, lui che, nevrotico, aveva condotto spesso una vita disordinata. Il suo umore è generalmente buono, anche se non mancano regolari crisi depressive, spesso scatenate da un episodio minore, come la partenza di un amico, un tramonto, il paesaggio russo, un ricordo lontano. L'anniversario della morte della madre non gli permette di chiudere occhio una notte, dopo che ha ritrovato reperti epistolari dell'epoca; scrive a tal proposito infatti: «La nostalgia di mia madre...che amavo di un amore morboso ed appassionato...».
Dal 1885 sembra che siano cominciate da parte dei figli della von Meck lamentele per le sovvenzioni che madame proseguiva ad elargire nonostante le mutate condizioni economiche dell'artista.
A Parigi, nel 1886 tra caffè, ristoranti e ritrovi vari, "mignons" ufficiali e incontri occasionali, Čajkovskij ebbe una delle più grandi emozioni della sua vita: in casa della cantante Pauline Viardot gli fu permesso di vedere l'autografo manoscritto del Don Giovanni di Mozart e ne fu sconvolto. Fu per lui come parlare con il grande artista:
(Čajkovskij, anche in Casini & Delogu, p. 337)
Seguono altri viaggi all'estero per la direzione di proprie composizioni nel 1887 e nel 1888, un anno questo che vedrà la nascita della Sinfonia n. 5 in Mi minore op. 64 (un anno, il 1888, peraltro ricco di molte celebri composizioni di altrettanto celebri musicisti, come Gustav Mahler, Richard Strauss, César Franck e Nikolaj Andreevič Rimskij-Korsakov..

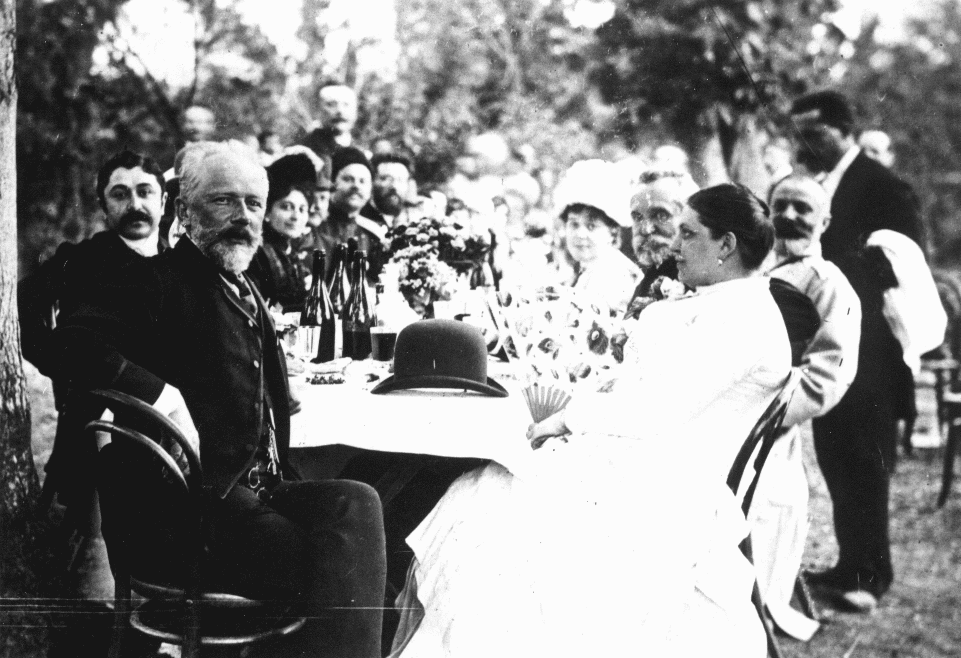
Un conviviale Čajkovskij assieme ad amici nei giardini di Ortachala a Tbilisi il 12 maggio 1889 (data occidentale), nei giorni attorno al suo quarantanovesimo compleanno.

Al ritorno in Russia una nuova sistemazione sempre vicina a Klin, esattamente a Frolovskoe, in campagna e l'assegnazione di un vitalizio annuo di tremila rubli accordatogli motu proprio dallo Zar (segno della sua alta considerazione) e che con i proventi dal lavoro e la pensione della von Meck, potevano certo metterlo al sicuro (nonostante Čajkovskij fosse anche uno "spendaccione" per sé e gli altri, generoso atteggiamento sempre manifestato, nell'ambito di quel proprio carattere insicuro e non senza ombre).

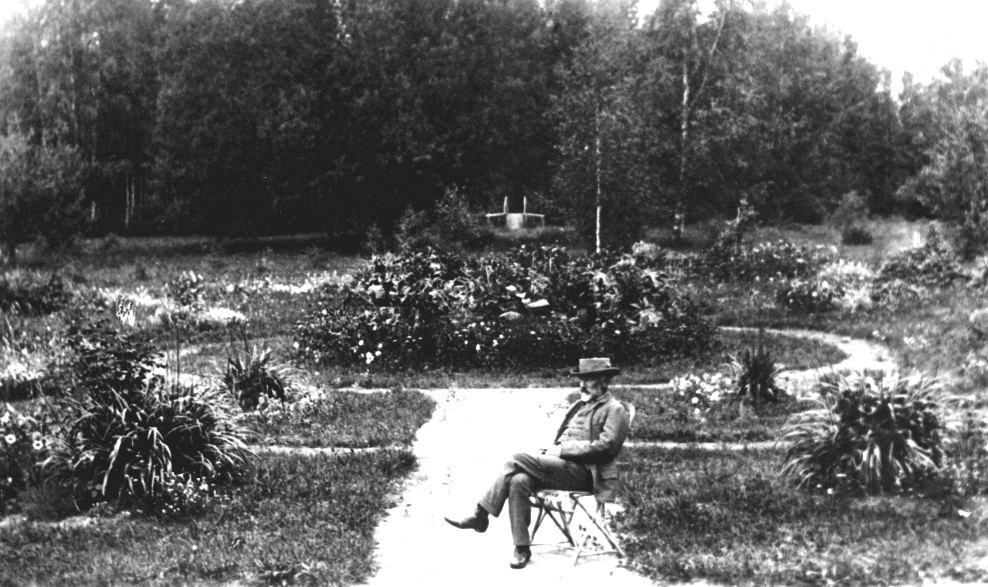
Čajkovskij seduto nel giardino della propria casa di Frolovskoe, luglio 1890.

Sono gli anni della composizione anche di altre opere liriche, sebbene considerate di valore inferiore rispetto a Evgenij Onegin e La dama di picche. Questi i titoli: Mazepa 1881-1883, Čerevički (Gli stivaletti), 1885 (che è una rielaborazione di Il fabbro Vakula) e L'incantatrice, 1885-1887.
Nel settore sinfonico la Sinfonia Manfred del 1885 e la Suite n. 4, in Sol maggiore, op. 61, 1887.
Nel 1888 compiendo la già citata sua prima tournée all'estero e toccando Lipsia conoscerà Johannes Brahms (che non gli risulterà particolarmente simpatico ripagato parimenti dall'altro artista) e Grieg (il contrario); a Praga sarà invece la volta di Antonín Dvořák con il quale nasce una spontanea comprensione e che già lo apprezza intensamente.
Importante fu la commissione del suo secondo balletto La bella addormentata, già iniziata nel 1888 e composta seguendo strettamente le indicazioni librettistiche di Ivan Aleksandrovič Vsevoložskij (1835-1909), direttore dei Teatri Imperiali e soprattutto quelle meticolose di Marius Petipa, il coreografo. Alla prova generale era presente l'imperatore che se ne uscì con un laconico «Molto grazioso!». Il musicista ne fu offeso: «Sua Maestà mi ha trattato molto sbrigativamente. Dio sia con lui.». Protagonista fu la celebre Carlotta Brianza assieme a Pavel Gerdt e al celebre Enrico Cecchetti.
Musicalmente e drammaturgicamente il balletto è prossimo a Il lago dei cigni ma con dettagli più elaborati.

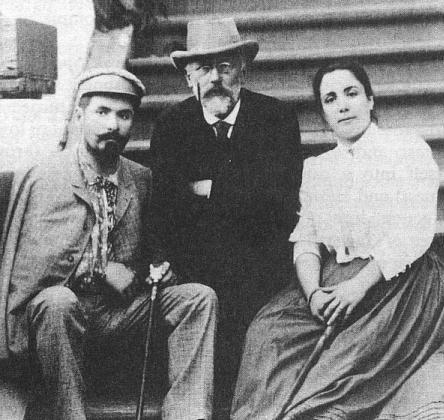
Il compositore con i primi due interpreti de "La dama di picche", 19 luglio 1890, il tenore Nikolaj Nikolaevič Figner e il soprano Medea Ivanovna Figner, nata Mej.

Nel 1889 "scopre" tra l'ammirato e l'entusiasta il fonografo di Edison, che giudica la più interessante invenzione del XIX secolo. Nel 1890 parte per Firenze dove appronta La dama di picche su libretto del fratello Modest e i suoi scritti autografi testimoniano del fervore creativo che accompagna la creazione di quest'opera vivamente sentita, il cui fatalismo si ispira anche alla Carmen di Bizet e, se mai avesse avuto dubbi nel credere alle beffe del Fato, ecco che un drammatico avvenimento accade al suo rientro nell'ottobre di quel 1890.

#### L'addio di Madame von Meck
Con una prima lettera (4 ottobre, data del Calendario gregoriano) madame von Meck lo avvisava di diverse disgrazie economiche cui era andata incontro. Questa missiva si chiudeva tuttavia con le tradizionali formule affettuose e in un post-scriptum lo invitava a scriverle a Mosca anche se lei ora si trovava all'estero. Pochi giorni dopo però il musicista ricevette una seconda lettera della donna comunicantegli che a causa di ulteriori e definitivi dissesti finanziari, ella non avrebbe potuto più sovvenzionarlo.

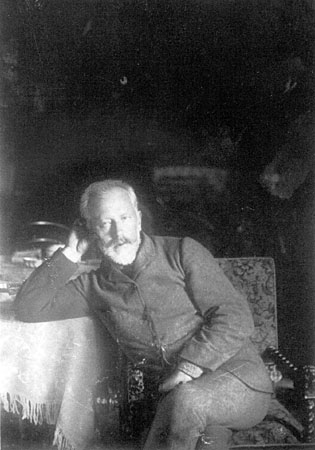
Il compositore nel suo studio a Frolovskoe, nei pressi di Klin; la foto è datata 26 luglio 1890.

Tale lettera (non conservatasi) si chiudeva con parole (lo si deduce dalla risposta del musicista, rimasta) in cui la von Meck chiedeva di non essere dimenticata completamente. Čajkovskij comprensibilmente allarmato, si precipitò a rispondere, manifestando il suo affetto e la sua fedeltà, la sua eterna riconoscenza. Le reazioni del musicista furono però di profondo malessere, come testimoniano sue corrispondenze al proprio editore ed amico Pëtr Ivanovič Jurgenson. Non dandosi pace, tentò di riallacciare i rapporti con intermediari, ma alcuni di questi – per vari interessi e motivazioni personali si rifiutarono od ostacolarono tutto. Modest Čajkovskij nella sua biografia sul fratello usa due parole sole per definire il gesto comunque fosse avvenuto: "crudeltà immeritata".
È stato ipotizzato ed è verosimile che le ultime somme elargite lo fossero state contro la volontà dei familiari diretti o acquisiti come nel caso del genero della von Meck Wladislaw Pachul'skij. La von Meck del resto stava attraversando anche un periodo di malattia e la vecchiaia la rendeva sempre più dipendente dai figli che, mai sazi di denaro, vedevano con costante preoccupazione il protrarsi del mecenatismo materno, ancorché preoccupata della sua numerosa figliolanza. Significative sono le parole immaginate dallo scrittore russo, Jurij Markovič Nagibin (1920-1994), in un suo racconto (Contrappunto, 1973) ove madame alle lamentele dei figli esplode così:
(Nadežda Filaretovna von Meck, nel racconto di Jurij M.Nagibin (Nicastro,  p. 219))

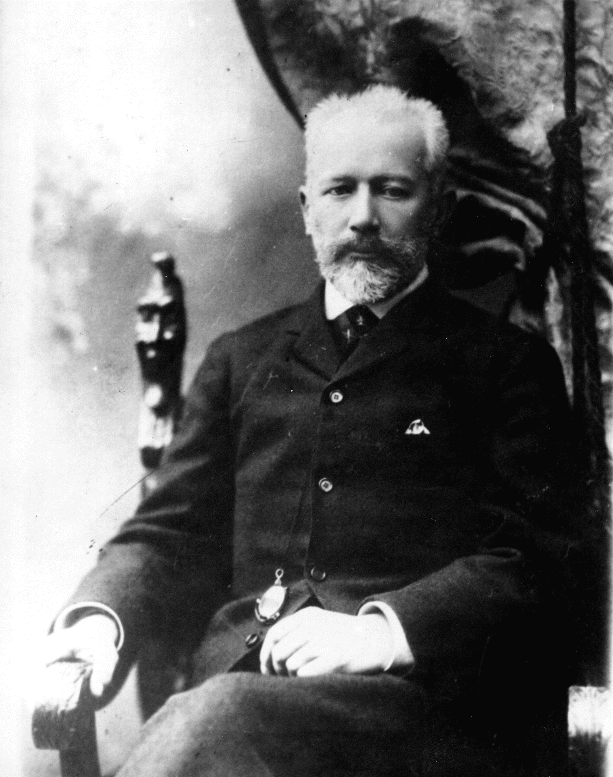
Il compositore nel dicembre 1890 a Kiev.

L'assoluto silenzio della Von Meck, probabilmente dovuto agli ostacoli posti dai suoi prossimi, furono una dura prova per Čajkovskij.

Sul letto di morte, nel delirio, il musicista pronunziò ripetutamente la parola "maledetta" e il fratello Modest pensò che essa fosse rivolta alla von Meck, ma il biografo Warrack ha sostenuto che essa poteva invece riferirsi alla malattia che lo stava uccidendo (in russo "colera" è di genere femminile) e che del resto era stata la causa della morte a suo tempo dell'amatissima madre.

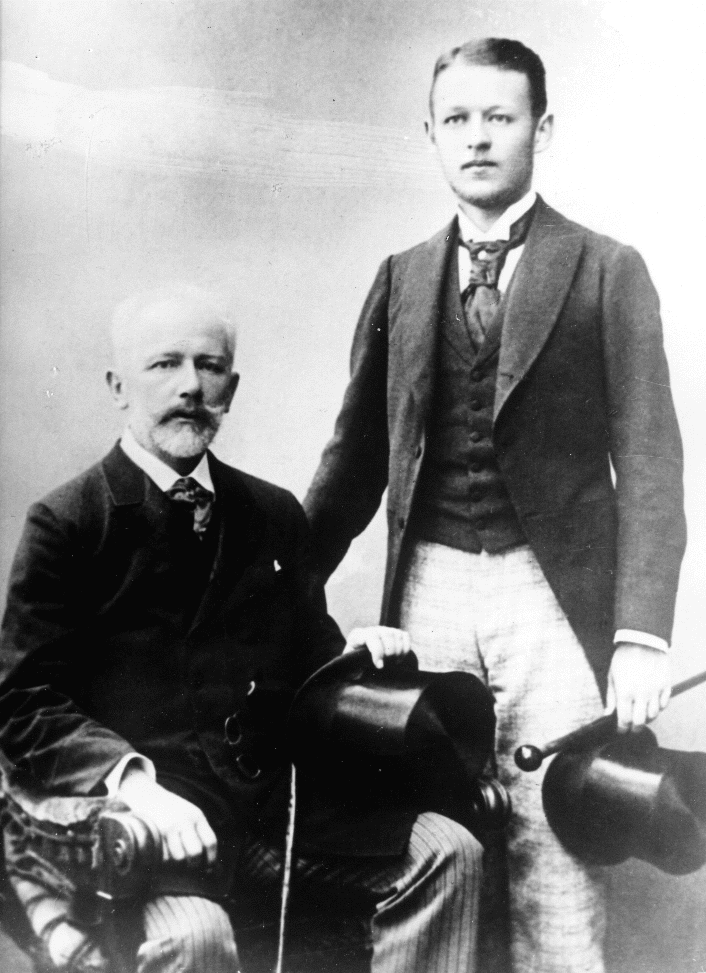
Il musicista col nipote Bob (Vladimir L'vovič) Davidov in una foto del giugno 1892 scattata a Parigi.

Nel 1891 il teatro Mariinskij lo incarica dell'opera lirica in un atto Iolanta e del balletto Lo Schiaccianoci da darsi congiuntamente. L'opera, l'ultima composizione lirica del musicista, è diversa da tutte le altre scritte, tende al simbolismo con forti accenti panteistici ed ha sorprendenti anticipazioni che la critica, specie posteriore, noterà. Quanto al balletto, anch'esso costruito con meticolosa precisione come avvenuto per La bella addormentata, è lo stesso musicista a fornire una chiave di comprensione generale e di alcuni suoi elementi costitutivi, in questa lettera di tempo addietro: «I fiori, la musica e i bambini, sono i gioielli della vita. Non è strano che amando tanto i bambini il destino non mi abbia dato di averne?».
Alla morte dell'amata sorella Aleksandra, nel 1891, appresa all'estero su un giornale (e che egli tentò come di rimuovere), riversò sul di lei figlio, Vladimir detto Bob, l'affetto pieno e totale che era già stato ampiamente manifestato negli anni precedenti. Il giovane (morirà suicida nel 1906, per i dolori di una grave malattia) fu l'ultimo serio oggetto di passione amorosa del musicista, ma avendo una valenza particolare come è facile intuire. A lui fu dedicata la Sinfonia n.6 in Si minore, op. 74 Pathétique, 1893. I rapporti tra zio e nipote hanno dato modo ai biografi di scrivere molto e non a torto, in quanto "Bob" approfittò della generosità e debolezza dello zio in ogni senso.

### Un'oscura fine: colera o suicidio?
La voce del musicista (la notizia in un articolo a firma A.T., sul quotidiano milanese Il Giorno del 16.11.1997), è stata fortunosamente ritrovata in un rullo conservato sino al 1996 nella casa museo di Klin a Mosca assieme ad alcuni altri e restaurato da tecnici della TV giapponese.
I cilindri erano in pessime condizioni, il migliore era proprio quello con la voce del musicista e Anton Grigorevič Rubinštejn - il maestro di Čajkovskij e direttore del Conservatorio di San Pietroburgo - registrati dall'ingegnere tedesco Iuli Block, mentre facevano una partita a carte. La registrazione è breve perché la batteria del fonografo si deve essere scaricata presto.
La pulizia ha richiesto dei processi molto sofisticati. L'anno di registrazione è il 1890 ed il compositore aveva conosciuto il congegno l'anno avanti (il fonografo era stato inventato da Edison già una dozzina di anni prima).
Nella conversazione Čajkovskij parla del fonografo e della possibilità di incidere suoni e musica: Rubinštejn sostiene l'inefficacia del mezzo che avrebbe fatto perdere "anima" alla musica.
Čajkovskij invita addirittura il maestro a registrare una sonata al piano, ma lui, superstizioso, si rifiuta poiché ritiene che il marchingegno che imprigiona i suoni porti sfortuna. Il ripristino tecnico ha avuto il contributo della Sony che ha costruito un apposito meccanismo per leggere il cilindro d'acciaio originale.
(14 ottobre 1889)
La voce del musicista:  Voices of the Past, su YouTube.
In questi anni la fama di Čajkovskij è al culmine. Inizia un giro concertistico negli Stati Uniti, chiamato ad inaugurare i concerti della nuovissima Carnegie Hall; trova l'America e gli americani strani e curiosi, ma simpatici: vede un mondo veramente nuovo e ne scrive copiosamente, sempre festeggiato ed onorato come il "Re", assalito dai giornalisti si accorge di essere popolare in America dieci volte di più che in Europa.
Čajkovskij, come mostra chiaramente la lettura di tutta la sua corrispondenza e le testimonianze nella grande biografia del fratello Modest, era stato per tutta la vita un umorale, tanto nella vita quotidiana, quanto nell'attività artistica. Allorché doveva o voleva emettere giudizi sul valore della propria arte e quella altrui (pubblicamente attraverso la critica esercitata sui giornali o in privato nelle confidenze epistolari) riusciva però ad essere molto acuto e malgrado le inevitabili preferenze estetiche, sapeva esprimere la verità oggettiva. D'altra parte tale caratteristica di equanimità quando riguardava la sua propria opera era siglata da un andamento altalenante che lo portava oggi a giudicare favorevolmente la musica da lui stesso scritta, poi a rivedere il verdetto sino a giungere alla distruzione o archiviazione di versioni o parti della composizione fatta. Verso la fine della propria esistenza tuttavia si diede maggior pace ed esattamente negli anni di cui si sta dicendo, si esprimeva all'amico Taneev, rimarcando di fatto e per primo caratteristiche fondamentali sue che la stessa critica ufficiale posteriore avrebbe sancito (vedi "Stile").

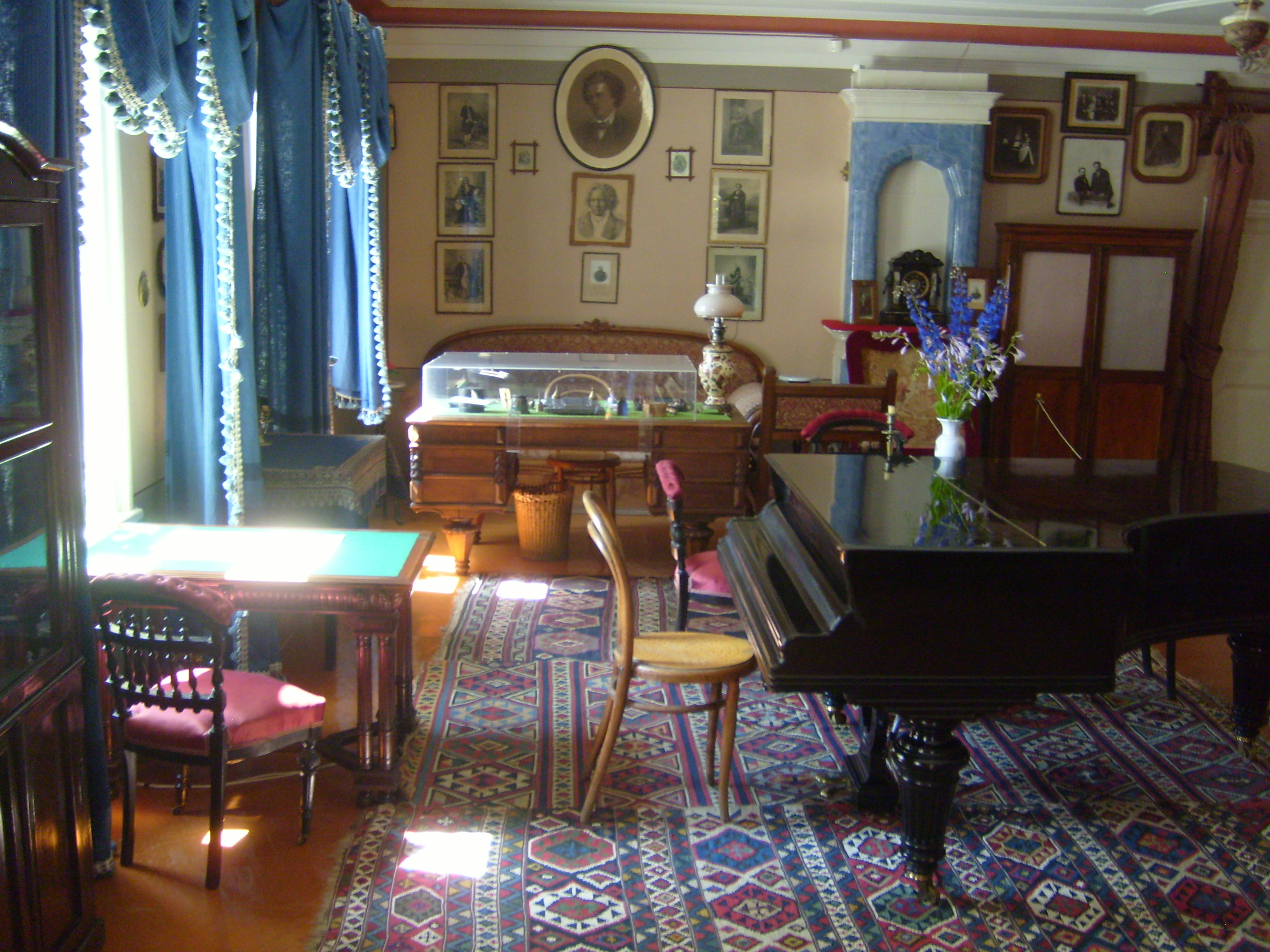
La sala principale della casa a Klin, con il pianoforte e la scrivania. Si notino i ritratti appesi nella parete in fondo: al centro Beethoven, più in alto di tutti Anton Grigorevič Rubinštejn.

Nel 1892 Gustav Mahler, che lo impressiona come direttore non comune, dirige ad Amburgo alla sua presenza Evgenij Onegin. Ascolta in quel momento anche la Cavalleria rusticana di Pietro Mascagni che gli piace molto.
In primavera cambia casa per la terza ed ultima volta proprio a Klin e ne fu pienamente soddisfatto: assomigliava a quella in cui era nato ed aveva un giardino di betulle e fiori, che il compositore amava; questa dimora diventerà un giorno l'attuale "Museo Čajkovskij", pieno di suoi ricordi, materiali e documenti per volontà primaria del fedele domestico Aleksej Sofronov, del fratello Modest e del nipote Bob Davidov ed in seguito divenuta monumento nazionale per pubblico omaggio da parte di Lenin
Comincia a pensare ad una nuova sinfonia che dovrebbe raccogliere la sua "vita" (e questo primitivo titolo circola nei suoi appunti). Ne abbozza qualcosa (la tonalità è in Mi bemolle maggiore) ma viene messa da parte; il primo movimento confluirà poi nel Terzo Concerto per pianoforte ed orchestra, op. 75 postuma.
È però interessante sapere che all'inizio del 1891 tali schizzi portavano delle annotazioni le quali saranno di fatto "trasportate" e seguite (se non tali e quali ma come traccia di massima), nel programma "segreto" della Sesta Sinfonia, segno che il compositore stesse arrovellandosi su questi temi. Scrive: «Prima parte - tutto impeto e sicurezza, voglia di attività. Deve essere breve (alla fine "morte", risultato del collasso). Seconda parte: amore. Terza: disinganno. La quarta finisce morendo (anche questa breve)». Indicò anche alcuni titoli: «I Gioventù II Ostacoli! Assurdità… Coda - Avanti, avanti!» (è un'ipotesi che in quel tempo stesse rimuginando sulla propria storia con la von Meck).
Un fatto evidente emerge chiaro dalla fase terminale e "calante" della vita e del fare artistico: la necessità quasi "biologica" di scrivere l'opera capolinea, riassuntiva e conclusiva del proprio percorso poetico. Da un certo momento dunque, come dimostra la cronologia biografica e artistica, il musicista è verosimilmente ossessionato da questa Sesta Sinfonia, oscura, con un'ansiosa ostinatezza di programma preciso quanto gelosamente celato, l'atto finale, il riassunto di un'intera esistenza, vita, morte ed ufficio funebre. L'abbozza, inizia a scriverla, la riprende, la modifica, non sa decidersi, un continuo cruccio alla fine compiutamente risolto.

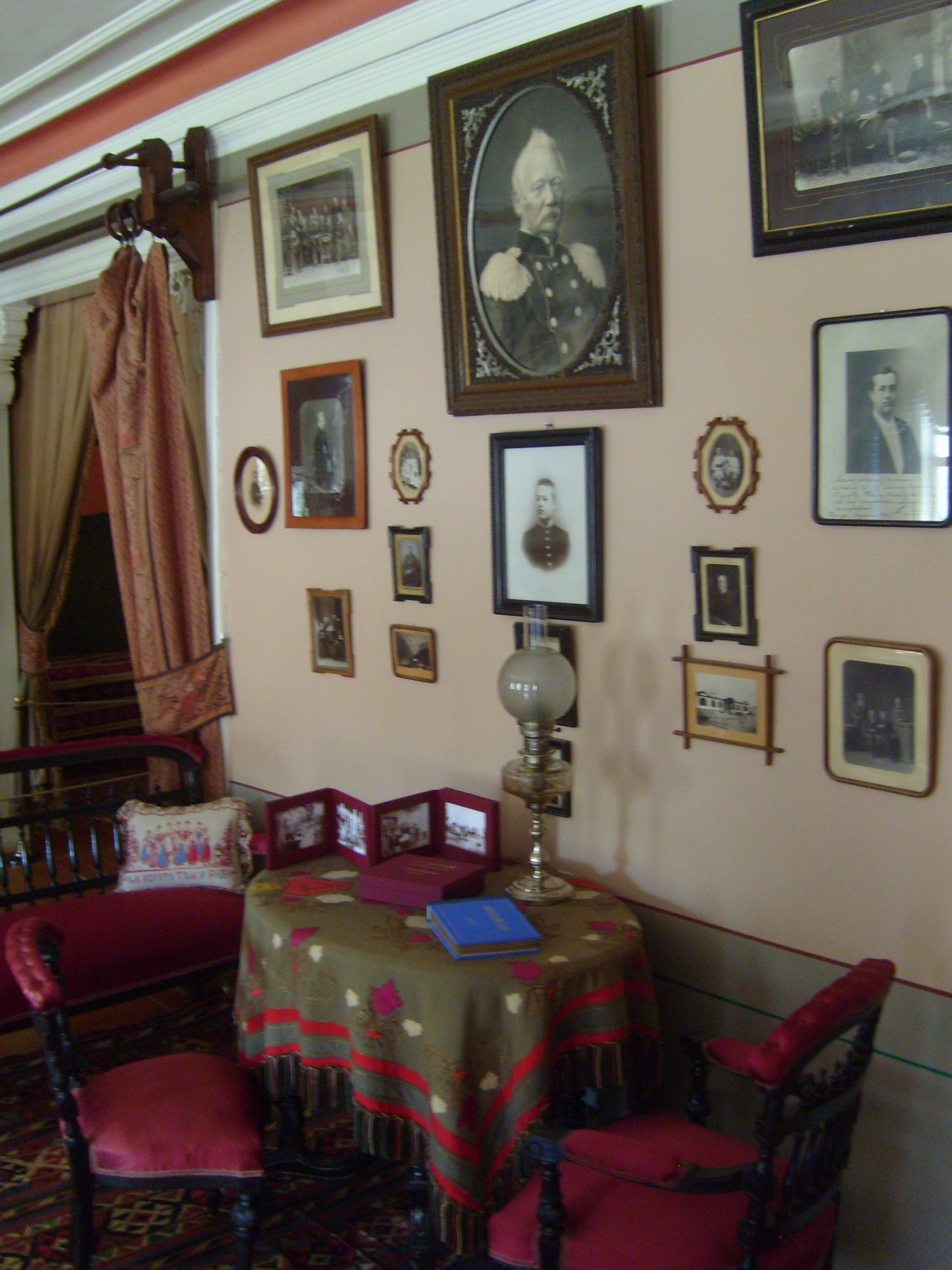
Un angolo della sala principale della casa a Klin. Alla parete nel grande ritratto il padre del musicista e, sotto, quello del nipote Bob Davidov.

La morte sembra davvero battere alla porta. Continuano a spegnersi gli amici e gli amori di una vita, anche il poeta Apuchtin nell'agosto del 1893: gli si chiederà di musicare il di lui Requiem, ma, declinando, precisa che nella propria ultima sinfonia, soprattutto nel finale, l'atmosfera è «quella stessa». Il caso lo porta a rivedere la sua ormai vecchia governante Fanny Dürbach e l'onda dei ricordi lo sommerge e commuove.
All'inizio dell'ultimo anno di vita esegue un ultimo giro concertistico, poi inizia la stesura della sua ultima sinfonia Pathétique, ma, prima di chiuderla, utilizza il materiale dell'abbandonata sinfonia in Mi bemolle maggiore per il Terzo Concerto per pianoforte ed orchestra in un solo tempo e per due movimenti Andante e Finale, sempre per piano ed orchestra, poi rivisti dall'allievo Sergej Ivanovič Taneev.
L'Università di Cambridge lo insignisce del dottorato in musica, assieme a Camille Saint-Saëns, Edvard Grieg, Arrigo Boito e Max Bruch.
Il 16 ottobre (data russa, per cui il 28 ottobre del Calendario gregoriano) 1893 avviene la prima della Pathétique a San Pietroburgo sotto la sua personale direzione che lascia l'uditorio in uno stato di ammirata sorpresa, ma con ampie zone di incomprensione. Il «Requiem per me stesso», la sinfonia con un programma "misterioso" è il proprio testamento spirituale ed artistico.

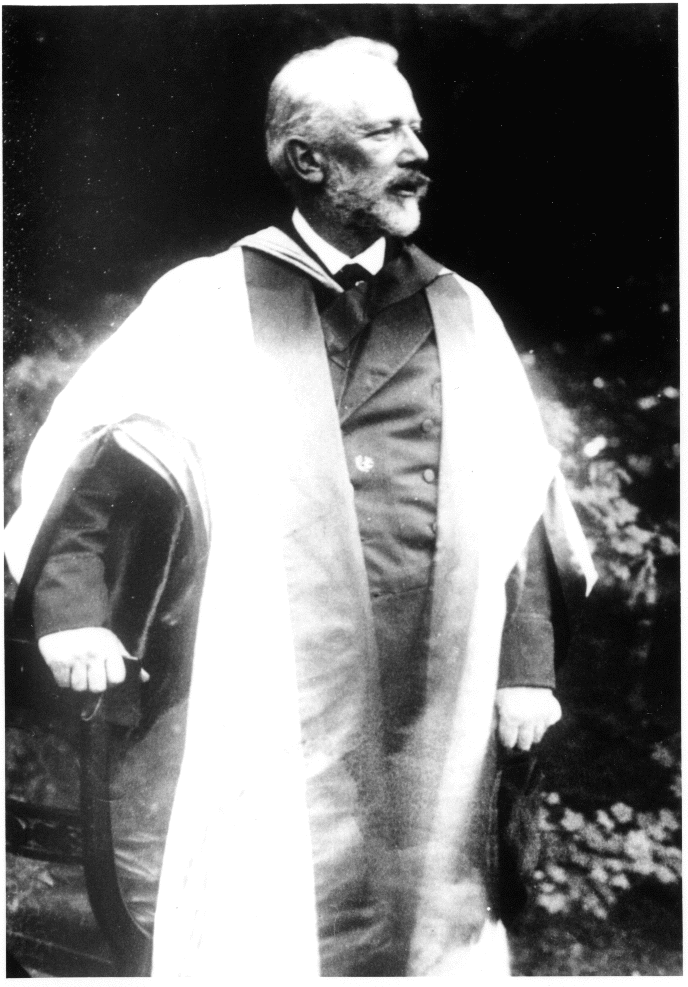
Il compositore il 13 giugno 1893 a Cambridge con l'abito dottorale.

#### Le ipotesi sulla scomparsa
Soltanto nove giorni dopo il musicista muore. È opinione comune (sebbene non da tutti condivisa) che abbia commesso suicidio, anche se il modo e le circostanze sono ancora incerte: si è parlato di colera, contratto bevendo acqua infetta, benché sia più probabile l'avvelenamento da arsenico che produce una sintomatologia pressappoco identica a quella del colera. Ma i dubbi circolarono diffusamente ovunque all'indomani della morte. La versione alternativa, che si oppose a quella ufficiale (sancita dal biografo e fratello Modest) per colera tramite acqua infetta, è quella di un imposto suicidio tramite veleno autonomamente assunto dal musicista. Il racconto di Modest invece nella sua grande biografia del 1900-02 sul fratello è assai lineare e senza incertezze: il musicista beve un bicchiere di acqua non bollita, per sbadataggine, in casa, la mattina del 2 novembre 1893 (calendario gregoriano). Non trovandolo come suo solito al tavolo di lavoro, Modest:
(Modest Il'ič Čajkovskij)

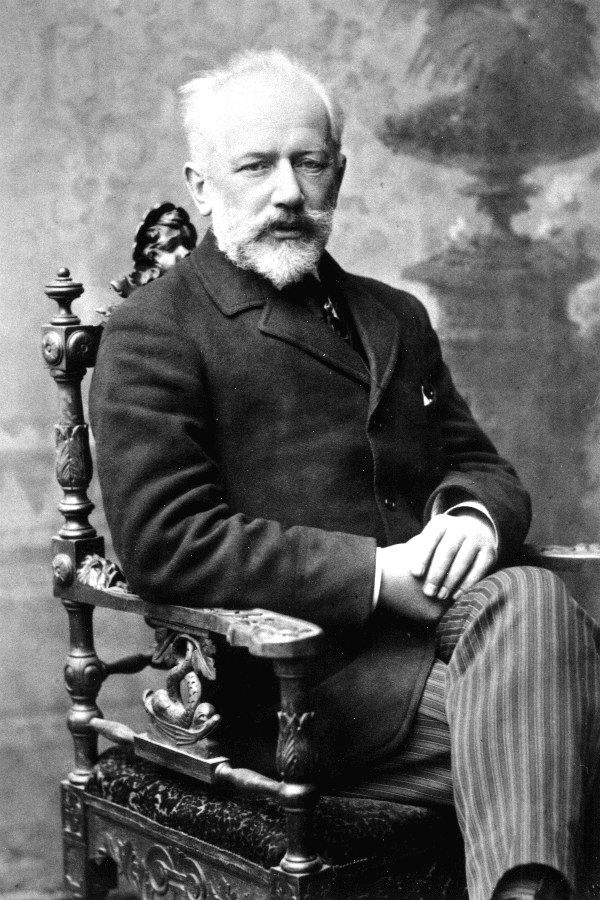
Čajkovskij ritratto a Odessa il 1º febbraio 1893 dieci mesi prima della morte.

Quando Čajkovskij cominciò a star male, la confusione su cosa stesse in realtà succedendo fu generale e i dubbi nacquero immediati. Tra i primi, famosi personaggi stupefatti in proposito, fu Rimskij-Korsakov che scrisse nelle sue Cronache (1906-1909): «Non solo per me, è stata oggetto di meraviglia la constatazione che non venne adottata alcuna precauzione d'ordine sanitario in quei giorni a casa sua, nonostante si dicesse in giro che il colera era stato la causa del decesso. Ricordo bene di aver visto… un insegnante… del Conservatorio, baciare il morto in fronte e sulle guance».
Numerose persone avevano avuto accesso all'appartamento prima e dopo la morte; per due giorni la salma restò esposta all'omaggio della gente, in casa di Modest: l'appartamento disinfettato e il corpo avvolto in un lenzuolo imbevuto anch'esso di antisettico, mentre un'infermiera disinfettava con una garza il volto trasfigurato del musicista, sul quale la folla depose il rituale bacio d'addio. È del resto anche vero che alcune scoperte scientifiche relative al morbo avevano reso le persone molto meno terrorizzate da una in sé remotissima possibilità di contagio.
La spiegazione della versione del suicidio per imposizione esterna trova le sue radici nella relazione amorosa nata con il diciassettenne nipote di un certo conte Stenbock-Fermor (Aleksej Aleksandrovič Stenbock-Fermor, secondo la Orlova), il quale furioso del fatto, era intenzionato a denunciarlo direttamente allo zar. Lo scandalo che ne sarebbe derivato avrebbe avuto probabilmente drammatiche ripercussioni su Čajkovskij, un personaggio tanto universalmente noto e simbolico per la Russia (la legge prevedeva la perdita di ogni diritto e l'esilio in Siberia, anche se di fatto questo "delitto" rimaneva sottaciuto e tollerato anche, specie - o perlomeno - in ambienti aristocratici). Non minor danno (secondo i sostenitori di tale versione) sarebbe ricaduto sulla Scuola di Giurisprudenza e sui suoi ormai famosi ex-allievi, tutti viventi ed altolocati (alcuni amici e persino ex-amanti del musicista).
La soluzione più pratica apparve quella di un "giurì d'onore" al quale avrebbero partecipato, presente il compositore, sette alti personaggi. La lettera in cui il conte denunciava Čajkovskij non sarebbe stata trasmessa allo zar, ma il musicista si impegnava ad assumere il veleno, che gli venne recapitato successivamente, onorando tale assurdo impegno, anche proseguendo agli occhi di tutti, in particolare di amici e familiari, la vita d'ogni giorno.

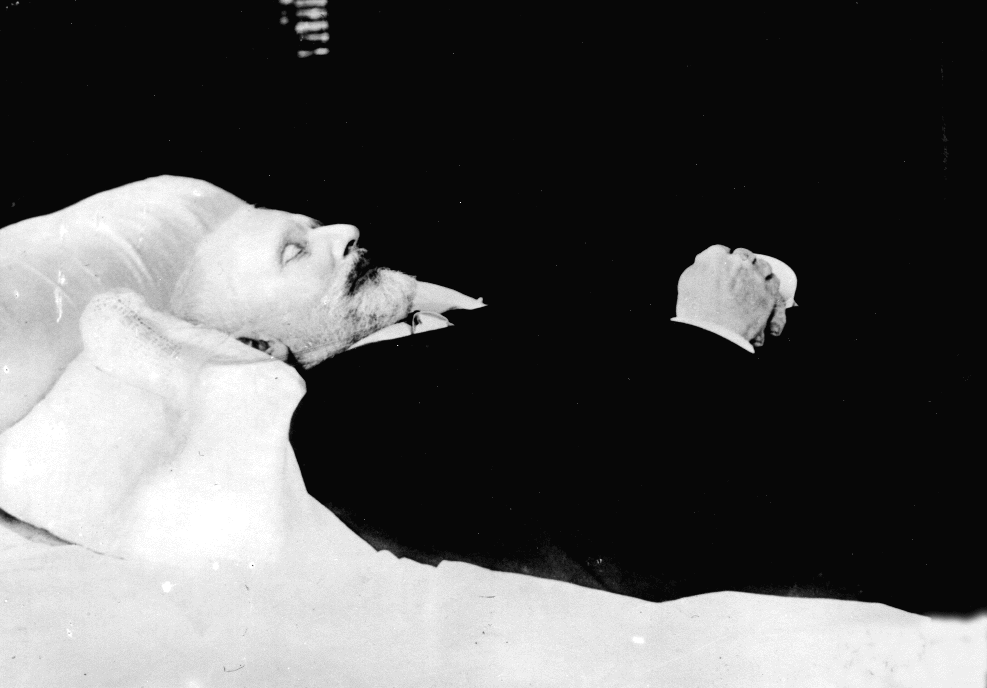
Čajkovskij sul suo letto di morte nella casa al numero 13 di Malaya Morskaya a San Pietroburgo. Fotografia di Nikolaj Gundvizer, 25 ottobre/6 novembre 1893.

Il giornalista inglese Anthony Holden sostiene che Čajkovskij e Modest avrebbero potuto darsi una gran pena di mascherare la verità. Aver messo in scena la bevuta di acqua infetta di comune accordo per amor di famiglia, amici, ammiratori e fama futura. Dato che il musicista era stato in vita una sorta di venerato monumento nazionale, Holden suppone che i medici coinvolti nel caso potessero aver assecondato la versione edulcorata dei fatti (il bicchiere d'acqua non bollita appunto), a scapito di una verità imbarazzante.

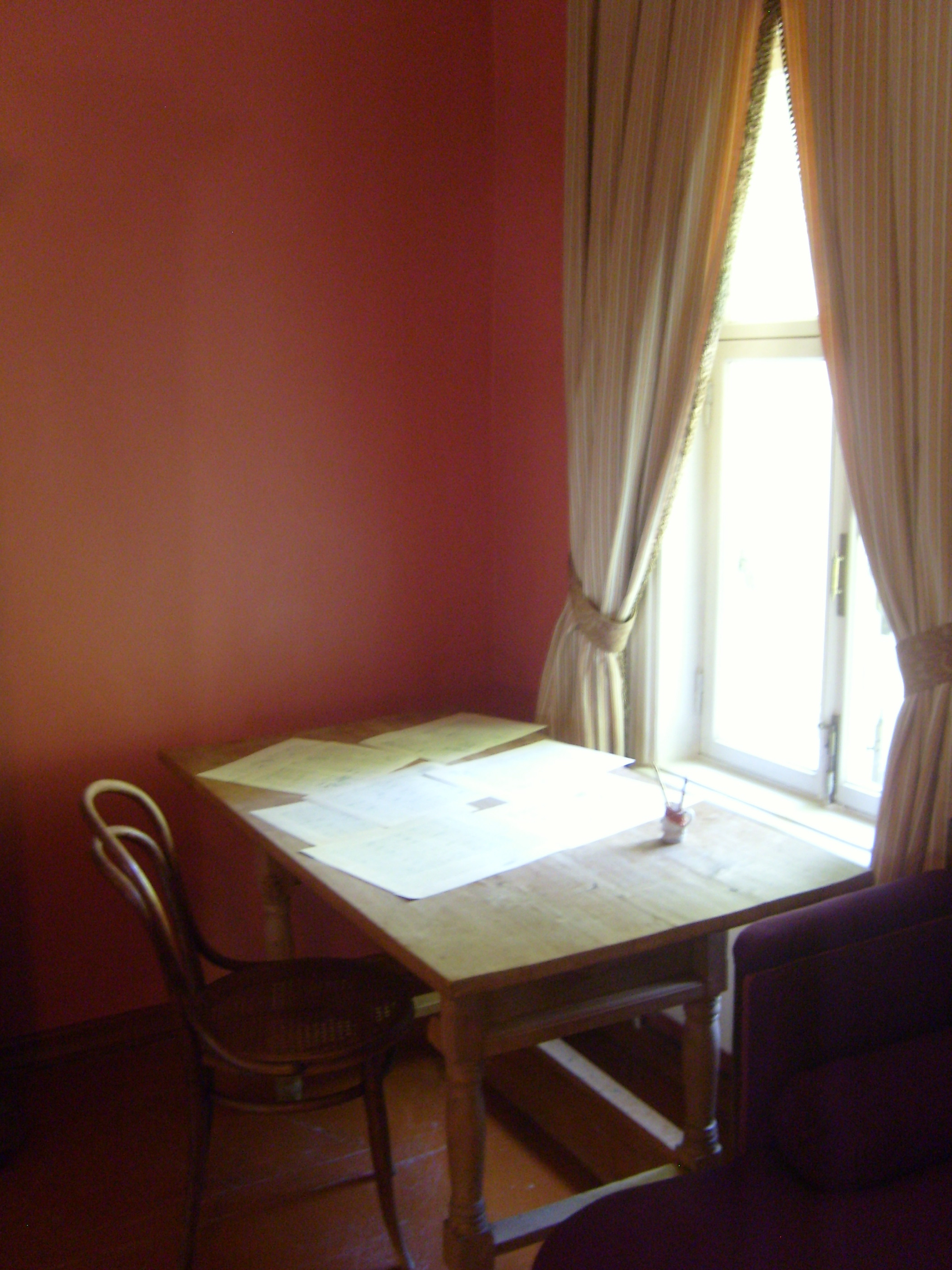
Il tavolo posto nella camera da letto del musicista a Klin, con vista sul giardino, ove il musicista scrisse la Sesta Sinfonia.

Le vere cause sono comunque ancora dibattute, come lo furono del resto all'epoca dei fatti, con opposti sostenitori della versione ufficiale di morte per colera e altri del suicidio tramite veleno. Non mancano peraltro "varianti" a queste due ipotesi fondamentali, sulle quali si è sbizzarrita la bibliografia. Se pure fu colera, la discussione si è accesa su attraverso quali "vie" il compositore venne contagiato (acqua, rapporti sessuali, eccetera). Čajkovskij si trovava in un periodo depressivo (il suo "testamento" rappresentato dalla "Patetica") come era ed è il parere di molti oggi, oppure lontano da tutto questo ed anzi in procinto e desideroso di continuare la sua attività artistica?  Modest non ha in apparenza alcuna incertezza: il fratello era normale.
Maria Delogu riguardo alla possibilità di suicidio "volontario" (ossia bevendo acqua non bollita con deliberata leggerezza se non addirittura come atto inconsulto) scrive tuttavia in risposta a chi nega tale possibilità: "Chi ha la tendenza al suicidio, non ha sempre ragioni oggettive per farlo: molto più spesso si tratta di ragioni soggettive e inspiegabili". E parla di "istinto autodistruttivo".
Cosa accadde è un mistero verosimilmente destinato a restare tale per sempre. Il 6 novembre 1993 nel centenario della morte, in un documentario radiofonico, la BBC interpellò vari esperti che avevano preso parte al confronto sulla questione (tra cui Aleksandra Orlova e Alexander Poznansky, oltre a storici russi e medici specialistici): la conclusione pendeva in gran parte per il "giurì d'onore" e l'avvelenamento.
Un altro documentario, stavolta televisivo, venne prodotto nello stesso anno per la serie BBC 1 "Omnibus" prendendo in esame gli stessi argomenti e con interviste simili.
La sua conclusione-dopo le più ampie e diverse esposizioni da parte di fonti diverse e autorevoli, sempre contrastanti fra loro-era tuttavia interlocutoria, pur inclinando sul "colera" e "suicidio". La giornalista Leonetta Bentivoglio ha scritto su la Repubblica, sempre nel 1993, un articolo sulla questione con un sintetico e puntuale ritratto complessivo dell'uomo ed artista Čajkovskij. Sullo stesso giornale si era parimenti già espresso anche il musicologo Claudio Casini.. Tanto la Bentivoglio che Casini riferiscono delle diverse ipotesi senza pronunciare - in quelle sedi giornalistiche - un solo e proprio univoco verdetto.

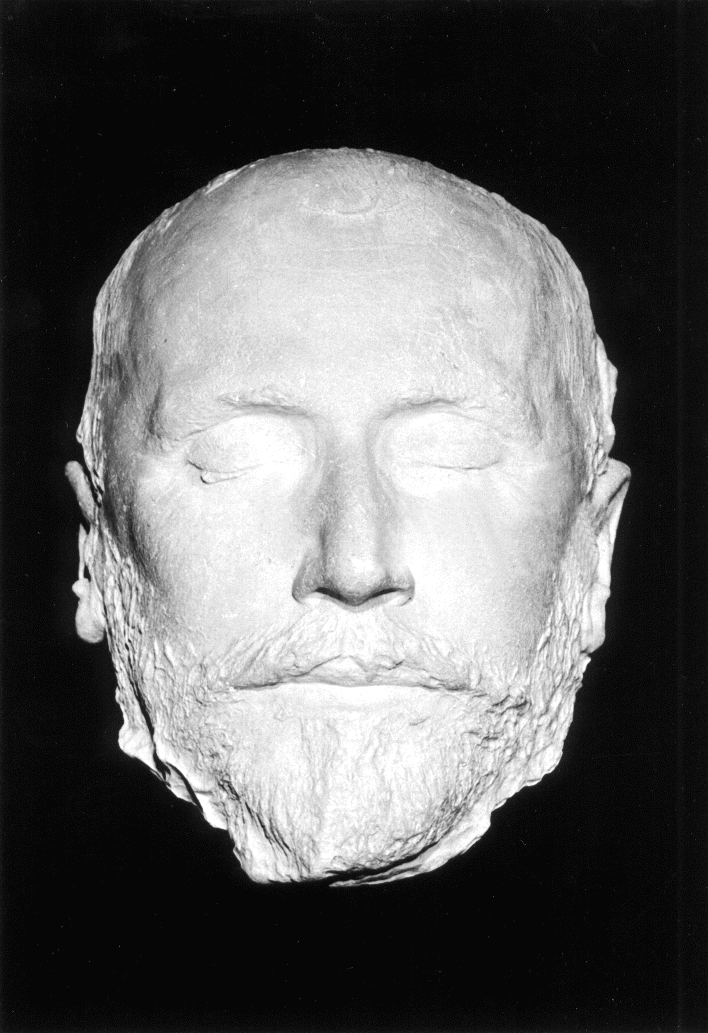
La maschera mortuaria del compositore realizzata da Slawomir Celinski il 6 novembre 1893.

Per lo specialista Alexander Poznansky non vi sono dubbi: il musicista muore attorno alle tre antimeridiane del 6 novembre 1893 per complicazioni derivanti dal colera (uremia ed edema polmonare). Di fatto egli elenca con pignoleria gli eventi, si conforma ai fatti "ufficiali" e alla versione di Modest, contesta ogni altra teoria, ma non può dire con precisione come il musicista abbia contratto colera seppur escludendo l'atto volontario (da qui le ipotesi di alcuni sul contagio oro-fecale, anche e soprattutto a questo punto per trasmissione sessuale e con anche una "variante" come proposto da Aldo Nicastro).

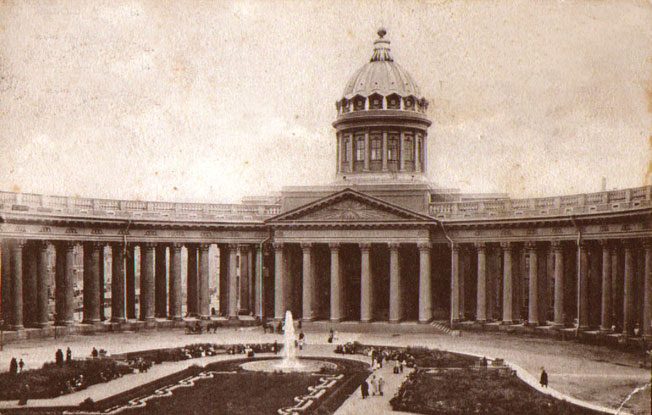
La cattedrale di Kazan' ove si svolse il rito funebre, in una foto pochi anni dopo la morte del musicista.

Ma il biografo più accreditato, David Brown (David Clifford Brown, 1929-2014), avverte: «Lasciatemi dichiarare categoricamente [...] che non esiste una sola prova che la morte di Čajkovskij sia stata dovuta al colera preso bevendo dell'acqua non bollita e non ad altre cause naturali, anche se vi sono altre ipotesi, spesso confermate da più di un testimone diretto, che sembrano indicare chiaramente che qualcosa d'altro fosse successo, ma poiché nessuna di esse può essere confermata restano appunto ipotesi». Ed infine (sempre Brown) conclude e sentenzia: «Ci sono state lunghe discussioni, spesso piene di acrimonia, su questi fatti e sui vari annessi, e la sola conclusione possibile è che non ci sarà mai dato modo di sapere che cosa sia veramente accaduto né-cosa ancora più importante-perché».
Queste due opposte versioni sulle vere cause della morte, sono parallele alle due interpretazioni o "letture" esistenti nella letteratura biografica sul musicista, rappresentate ai giorni nostri dai due maggiori specialisti sul compositore. Da un lato l'inglese David Brown, ufficializzando la tesi del suicidio imposto con avvelenamento della musicologa russa Aleksandra Orlova, già archivista al Museo Čajkovskij di Klin poi emigrata negli Stati Uniti. Dall'altro il russo Alexander Poznansky, immigrato dall'URSS nel 1977 sempre negli Stati Uniti, bibliotecario specialista in slavistica all'Università di Yale, che ha scritto numerose opere sul musicista, che perora la tesi della malattia.
Per chi segue perciò la prima interpretazione, quella di uomo e artista tribolato, il suicidio "onorevole" appare un'uscita di scena in linea con il personaggio, in pieno stile romantico. Di contro, la tradizione con capofila Poznansky, ridimensiona la questione e la rinnova, leggendo i documenti biografici ed artistici quasi l'uno all'opposto dell'altro: Čajkovsky è emotivamente integro, equilibrato e addirittura "fiero" del proprio stato di omosessuale e di conseguenza pura idiozia l'ipotesi di suicidio o omicidio, ma condannato dalla fatalità della vita.
Non senza ironia dopotutto Madame de Staël aveva scritto: "In Russia tutto è segreto, ma nulla è ignoto". Luigi Bellingardi aggiunge: «Nonostante la sua fragilità neuropsichica, sarebbe vissuto chissà quanto», «Invece un laccio della vita, del destino, gli fu fatale. Senza scampo».
La spiegazione migliore forse è tuttavia quella da molti pensata e che rinvia alla stessa musica della Sesta Sinfonia più che alle vicende biografiche: «Si trattò di una fuga dal mondo per evitare di continuare a essere maltrattato dal mondo». Il poeta russo Vladimir Vladimirovič Majakovskij scriverà in fondo un giornoː«In questa vita, non è difficile morire. Vivere, è di gran lunga più difficile» (1926, “A Sergèj Esènin”).
Lo scrittore e medico Piero Grima nel suo romanzo L'ultima sinfonia di Čajkovskij (2023) scrive narrativamente che il musicista «era troppo legato ai sogni che cercava con ogni sforzo possibile di tradurre in musica. Con quel suo mondo illusorio, riusciva ad abbindolare tutti, ma chi fosse veramente lo sapeva solo lui o, forse, nemmeno lui». 

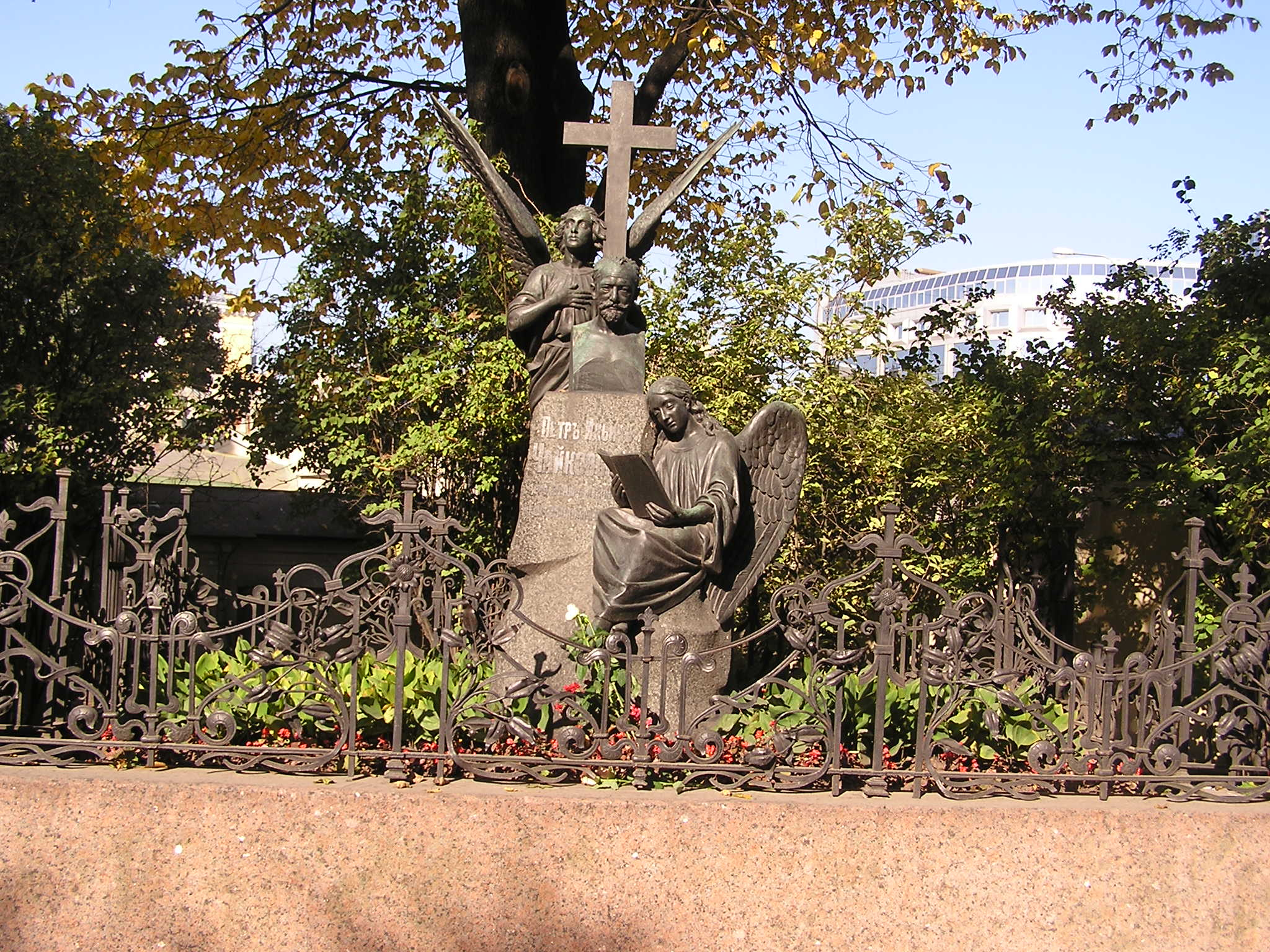
La tomba del compositore nel cimitero Tichvin di San Pietroburgo.

Alle esequie di Stato, un onore fino ad allora concesso solo alla storico Karamzin e a Puškin, era attesa la partecipazione dello zar Alessandro III che, tuttavia, rimase ad osservare la folla da una finestra. Il suo commento fu: «Avevamo un solo Čajkovskij». Nella Cattedrale di Kazan' sulla bara venne posta una corona di rose bianche, dono personale dello zar, ed un cuscino di velluto nero con le decorazioni di San Vladimiro. La Cattedrale ove si officiò il rito poteva contenere 6.000 persone, ma le richieste per assistere ai funerali furono dieci volte tanto e nel luogo sacro si riuscirono a stipare 8.000 astanti. Madame von Meck morì due mesi dopo il musicista, lontano dalla Russia, per tubercolosi. Anna Davydova-von Meck, nipote di Čajkovskij, quando le fu domandato come ella avesse accolto la scomparsa del suo amico, rispose: «Non poté accettarla»; al funerale del musicista fu la grande assente, rappresentata da una corona di fiori.
Al momento della sepoltura si tennero diversi discorsi funebri, tra cui spiccò per enfasi mista a distacco personale, quello del giurista Vladimir Gerard, che era stato compagno di studi, amore (adombrato secondo alcuni nel Romeo e Giulietta, in alternativa all'altro di Eduard Zak) e che forse aveva fatto parte del "giurì d'onore". Il funerale termina alle cinque del pomeriggio del 9 novembre (calendario gregoriano). L'ultima persona a parlare è il tenore Nikolaj Nikolaevič Figner (aveva cantato alla prima de La dama di picche), che può solo dire, con le lacrime agli occhi e una voce tremante: "Addio, caro amico! Che la tua memoria possa vivere per sempre!". Gli assistenti del cimitero poi iniziano a spalare la terra sulla bara, mentre la folla si disperde solennemente.
Tra i numerosi commenti alla scomparsa, significativo quello di Lev Tolstoj: «Mi dispiace tanto per Čajkovskij… Più che per il musicista mi dispiace per l'uomo intorno a cui c'era qualcosa di non completamente chiaro. Quanto improvviso e semplice, naturale ed innaturale, e quanto vicino al mio cuore».
La tomba del compositore si trova al cimitero Tichvin, situato nel monastero di Aleksandr Nevskij di San Pietroburgo, là ove sono sepolti molti altri artisti russi tra cui, emblematicamente, l'intero Gruppo dei Cinque.

## Stile
(Čajkovskij, lettera a Sergej Ivanovič Taneev del 14 (26) gennaio 1891)

### Internazionalismo e varietà stilistica
Čajkovskij mostrò un'ampia varietà stilistica, variando dalle composizioni per il balletto al genere della sinfonia, senza dimenticare e anzi coltivando assiduamente l'opera lirica.
Diversamente dai compositori russi a lui contemporanei d'ispirazione nazionaliste, passati alla storia come il Gruppo dei Cinque, Čajkovskij rivelò nella sua musica uno spirito cosmopolita. Alcune sue creazioni, come le variazioni rococò, impiegano uno stile dichiaratamente d'ispirazione classicista, rifacendosi particolarmente a Mozart. Diversamente dai colleghi russi, Čajkovskij studiò per tutta la vita e si formò su musica dell'Europa occidentale. Mozart fu il suo compositore prediletto, mentre è noto che non amasse particolarmente Bach e Beethoven e, specialmente, il Beethoven della maturità. Si ispirò anche agli operisti italiani (in particolare a Rossini, Verdi e Bellini), alla nuova scuola francese di Bizet e Massenet, ai romantici tedeschi, fra cui Schumann il più amato, e preferito a Johannes Brahms, da lui considerato un compositore mediocre; riuscì così a dare alla sua arte un respiro decisamente internazionale. Nondimeno, le sue partiture presentano tratti talora distintamente russi, sia nella predilezione per il modo minore, sia soprattutto nel profilo delle melodie, talvolta ricavate dalla tradizione popolare o dalla liturgia ortodossa.
In questo senso, la sua figura di artista aperto, capace di assorbire e rielaborare qualsiasi linguaggio e qualsiasi forma musicale, è fondamentale sia in ambito romantico, sia per la comprensione del futuro percorso artistico di Igor' Fëdorovič Stravinskij, che non si stancò mai di spendere parole di elogio ed ammirazione, definendolo "il più russo di tutti i musicisti russi". Egli disse infatti:
(Igor' Fëdorovič Stravinskij in un'intervista al quotidiano spagnolo ABC, 25 marzo 1925)

### Influenze popolari ucraine
Molte composizioni di Čajkovskij si ispirano a temi o melodie della musica popolare ucraina o li incorporano. Fra questi, le opere Mazepa, Gli stivaletti, e Il fabbro Vakula; le sinfonie n. 2, Piccola Russia e n. 4; il Concerto per pianoforte e orchestra n. 1 in si bemolle minore; l'Ouverture 1812, il cui tema iniziale si basa sul primo modo del canto liturgico di Kiev.

### Orchestrazione
Come altri compositori romantici, Čajkovskij si basò fortemente sull'orchestrazione per ottenere significativi effetti musicali. Iniziando con la terza sinfonia, egli sperimentò con una sempre maggiore varietà timbrica, fra i molti aspetti della sua figura poliedrica di compositore, spicca la sua sensibilità timbrica. Čajkovskij seppe indagare le possibilità espressive degli strumenti tradizionali, fra cui i fiati, ricavandone suoni e impasti originali, raffinatissimi e divenuti inconfondibili esempi accademici di orchestrazione, in particolare nelle sinfonie.
L'importanza che egli attribuì ai colori dell'orchestra fu tale da relegare la produzione pianistica in secondo piano, nonostante la straordinaria fama guadagnata dal suo primo concerto per pianoforte e orchestra.

## Eredità
È essenziale la collocazione storica del musicista e degli altri compositori russi suoi coevi, antecedenti e posteriori, giacché Čajkovskij fu risolutivo nel determinare l'influenza russa nella storia della musica europea di oltre due secoli.
Grazie al mecenatismo di Nadežda von Meck, Čajkovskij poté dedicarsi a tempo pieno alla musica, forgiando il proprio stile personale, sviluppato nella sua ampia produzione, non contando neppure su una tradizione consolidata prima di sé. Egli, forte della sua preparazione accademica, volle creare una musica che riflettesse il carattere nazionale russo, mentre al tempo stesso fosse all'altezza della complessità della musica classica europea. Così la sua anima cosmopolita permise alla sua musica di varcare i confini culturali della Russia e appartenere all'intera musica classica, determinando un posto per la Russia nella storia della musica europea.

## Composizioni
Il vasto catalogo delle composizioni di Pëtr Il'ič Čajkovskij spazia attraverso tutti i generi, includendo sinfonie, opere, balletti, musica sinfonica, musica da camera e musica sacra.

## Letteratura e cinema
Pëtr Il'ič Čajkovskij nella letteratura e nel cinema, come per altri artisti, è rappresentato in modalità di natura differente: dalla biografia più o meno in senso tradizionale (ma "diversa" a seconda dell'epoca in cui è stata stilata), alla biografia-romanzata o romanzo-biografico talora (come nel caso di quello scritto da Klaus Mann, Sinfonia Patetica, 1935), al saggio-biografico, allo studio "scientifico" ed analitico. Le diversità in tal senso sono comprensibili e costituiscono un arricchimento alla conoscenza della materia.